# النسبية العامة
النسبية العامة (تُعرف أيضًا باسم النظرية العامة للنسبية) هي النظرية الهندسية للجاذبية نشرها ألبرت أينشتاين سنة 1915 والوصف الحالي للجاذبية في الفيزياء الحديثة. تعمل النسبية العامة على تعميم النسبية الخاصة وتنقيح قانون الجذب العام لنيوتن، حيث تقدِّم وصفًا موحَّدًا للجاذبية كخاصية هندسية للمكان والزمن، أو الزمكان. وبشكل خاص، يرتبط انحناء الزمكان بشكل مباشر بالطاقة والزخم أيًا كانت المادة والإشعاع الموجودان. يتم تحديد العلاقة بواسطة معادلات حقل أينشتاين، وهو نظام من المعادلة التفاضلية الجزئية.
تختلف بعض تنبؤات النسبية العامة بشكل كبير عن تنبؤات الفيزياء الكلاسيكية، خاصةً فيما يتعلق بمرور الزمن، وهندسة المكان، وحركة الأجسام في السقوط الحُر، وانتشار الضوء. ومن بين الأمثلة على هذه الاختلافات، تمدد الزمن الثقالي، وعدسة الجاذبية، والانزياح الأحمر الجذبوي للضوء، والتأخير الزمني الثقالي. وقد تم تأكيد تنبؤات النسبية العامة فيما يتعلق بالفيزياء الكلاسيكية في كل عمليات الرصد والتجارب حتى الآن. على الرغم من أن النسبية العامة ليست النظرية النسبية الوحيدة للجاذبية، إلا أنها أبسط نظرية متسقة مع البيانات التجريبية. ورغم ذلك، تبقى الأسئلة التي لم تتم الإجابة عليها، والسؤال الأكثر أهمية هو كيف يمكن التوفيق بين النسبية العامة وقوانين فيزياء الكم لإنتاج نظرية كاملة ومتسقة ذاتيًا للجاذبية الكمية.
نظرية أينشتاين لها آثار مهمة في الفيزياء الفلكية؛ على سبيل المثال، هي تشير بقوة إلى وجود الثقوب السوداء - مناطق من الفضاء (المكان) يتم فيها تحريف المكان والزمن بطريقة لا يمكن لأي شيء حتى الضوء الهروب منها - كحالة نهائية للنجوم الضخمة. هناك أدلة كثيرة على أن الإشعاع الكثيف المنبعث من أنواع معينة من الأجرام الفلكية يرجع إلى الثقوب السوداء؛ على سبيل المثال، تنجم الكويزارات الدقيقة والنوى المجرية النشطة عن وجود ثقوب سوداء نجمية وثقوب سوداء فائقة، على التوالي. يمكن أن يؤدي انحناء الضوء بفعل الجاذبية إلى ظاهرة عدسة الجاذبية، التي تُظهر صورًا متعددة لنفس الجرم الفلكي البعيد في السماء. تنبأت النسبية العامة كذلك بوجود الموجات الثقالية، والتي رصدها مشروع التعاون الفيزيائي ليجو مباشرة. بالإضافة إلى ذلك، النسبية العامة هي أساس النماذج الكونية الحالية لكون يتوسع باستمرار.

## التاريخ

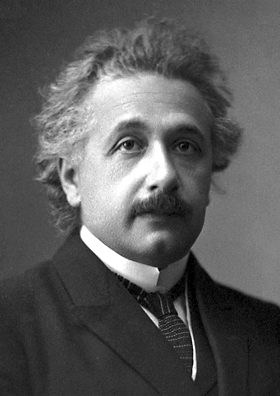
ألبرت أينشتاين مُطوِّر نظرية النسبية العامة، سنة 1921.

بعد وقت قصير من نشر النظرية الخاصة للنسبية سنة 1905، بدأ أينشتاين بالتفكير في كيفية دمج الجاذبية في إطاره النسبي الجديد. في سنة 1907، بدأ بتجربة فكرية بسيطة شارك فيها مراقِب في السقوط الحُر، شرع في ما سيكون بحث لمدة ثماني سنوات عن نظرية النسبية العامة. بعد العديد من الطرق الالتفافية والبدايات الخاطئة، بلغت أعماله ذروتها في العرض التقديمي للأكاديمية الپروسية للعلوم في نوڤمبر 1915 لما يُعرف الآن باسم معادلات حقل أينشتاين. هذه المعادلات تحدد كيف تتأثر هندسة المكان والزمن بأي مادة وإشعاع موجودان، وتُشكل نواة نظرية أينشتاين العامة للنسبية. وفي القرن التاسع عشر كان الرياضياتي برنارد ريمان قد قدَّم الهندسة اللاإقليدية المسماة بالهندسة الريمانية، التي قدَّمت الإطار الرياضي الرئيسي الذي وافَق أينشتاين أفكاره الفيزيائية عن الجاذبية معه، ومكَّنه من تطوير النسبية العامة.
معادلات حقل أينشتاين غير خطية ويصعب حلها. اِستَخدم أينشتاين طرق التقريب في وضع التنبؤات الأولية للنظرية. ولكن في بدايات سنة 1916 وجد عالِم الفيزياء الفلكية كارل شڤاتسشيلت أول حل دقيق وغير طفيف لمعادلات حقل أينشتاين، هو مترية شڤاتسشيلت. وضع هذا الحل الأساس لوصف المراحل النهائية للانهيار التثاقلي، والأشياء المعروفة الآن باسم الثقوب السوداء. وفي نفس العام تم اتخاذ الخطوات الأولى نحو تعميم حل شڤاتسشيلت على الأجرام المشحونة كهربائيًا، وهو ما أدى في النهاية إلى حل رايسنر-نوردستروم، المرتبط الآن بالثقوب السوداء المشحونة كهربائيًا. وفي سنة 1917 طبّق أينشتاين نظريته على الكون ككل، مُستَهِلًا مجال علم الكون النسبوي، وتماشيًا مع التفكير المعاصر اِفترض أن الكون ثابت، مضيفًا وسيطًا جديدًا إلى معادلات حقله الأصلية - الثابت الكوني - لكي تُطابق هذا الافتراض الرصدي. ومع ذلك، فبحلول سنة 1929 أظهر عمل إدوين هابل وآخرين أن الكون يتوسع. وقد تم وصف هذا بسهولة من خلال الحلول الكونية المتوسعة التي وجدها ألكسندر فريدمان سنة 1922، والتي لا تتطلب ثابتًا فلكيًا. وقد اِستَخدم جورج لومتر هذه الحلول لصياغة النسخة الأولى من نماذج الانفجار العظيم، والتي تطور فيها كوننا من حالة مبكرة شديدة الحرارة والكثافة. أعلن أينشتاين فيما بعد أن الثابت الكوني هو أكبر خطأ في حياته.
خلال هذه الفترة، ظلت النسبية العامة مثيرة للفضول بين النظريات الفيزيائية، كانت متفوقة بشكل واضح على الجاذبية النيوتنية، كونها متسقة مع النسبية الخاصة وتفسر عدة تأثيرات غير مفسَّرة من قِبل الجاذبية النيوتنية. كان أينشتاين نفسه قد أظهر في سنة 1915 كيف شرحت نظريته التقدم الحضيضي الشاذ لكوكب عطارد دون أي معلمات اعتباطية (عوامل مراوِغة). وبالمثل، أكدت بعثة استكشافية في سنة 1919 بقيادة أرثر إدينجتون تنبؤ النسبية العامة بانحراف ضوء النجوم بفعل الشمس أثناء الكسوف الكلي للشمس في 29 مايو 1919، وهذا جعل أينشتاين مشهورًا على الفور. ومع ذلك فقد دخلت النظرية التيار الرئيسي للفيزياء النظرية والفيزياء الفلكية فقط مع التطورات بين عامي 1960 و1975، والذي يُعرف الآن بالعصر الذهبي للنسبية العامة. وبدأ الفيزيائيون يفهمون مفهوم الثقب الأسود، وتحديد الكويزار كواحد من المظاهر الفيزيائية الفلكية لهذه الأجرام. وأكدت اختبارات النظام الشمسي الأكثر دقة في أي وقت مضى القوة التنبؤية للنظرية، وأصبح علم الكون النسبوي، كذلك، متوافقًا مع اختبارات الرصد المباشِرة.
على مر السنين، اكتسبت النسبية العامة سمعة كنظرية عن الجمال الاستثنائي. ذكر سابرامانين تشاندراسخار أنه على مستويات متعددة تُظهر النسبية العامة ما أطلق عليه فرانسيس بيكون "الغرابة في النسبة" (أي العناصر التي تثير الدهشة والمفاجأة)، فهي تجمع بين المفاهيم الأساسية (المكان والزمن مقابل المادة والحركة) والتي كانت تُعتبر سابقًا مستقلة تمامًا. ذكر تشاندراسخار أيضًا أن أدلة أينشتاين الوحيدة في بحثه عن نظرية دقيقة كانت مبدأ التكافؤ واحساسه بأن الوصف الصحيح للجاذبية يجب أن يكون هندسيًا على أساسه، بحيث يكون هناك "عنصر الوحي" في الأسلوب الذي وصل له أينشتاين في نظريته. العناصر الأخرى للجمال المرتبطة بالنظرية العامة للنسبية هي بساطتها وتناظرها وأسلوب دمجها للثبات والتوحيد واتساقها المنطقي المثالي.

## من الميكانيكا الكلاسيكية إلى النسبية العامة
يمكن فهم النسبية العامة من خلال دراسة أوجه التشابه والاختلافات بينها وبين الفيزياء الكلاسيكية. الخطوة الأولى هي إدراك أن الميكانيكا الكلاسيكية وقانون نيوتن للجاذبية يعترفان بالوصف الهندسي. الجمع بين هذا الوصف وقوانين النسبية الخاصة يؤدي إلى استنتاج إرشادي للنسبية العامة.

### هندسة الجاذبية النيوتنية

وفقًا للنسبية العامة، الأشياء الموجودة في حقل الجاذبية تتصرف بشكل مشابه للأشياء الموجودة بداخل حاوية متسارعة. على سبيل المثال، سوف يرى مراقِب كرة تسقط بالطريقة نفسها في صاروخ (يسارًا) كما يحدث على الأرض (يمينًا)، شريطة أن يكون تسارع الصاروخ مساويًا لـ9.8\ث^{2} (التسارع بسبب الجاذبية على سطح الأرض).

في قاعدة الميكانيكا الكلاسيكية يوجد مفهوم أن حركة الجسم يمكن وصفها بأنها مزيج من الحركة الحرة (أو القصور الذاتي)، والانحرافات من هذه الحركة الحرة. هذه الانحرافات تسببها قوة خارجية تعمل على جسم وفقًا لقانون نيوتن الثاني للحركة، الذي ينص على أن القوة الصافية التي تعمل على الجسم تساوي كتلة هذا الجسم (القصور الذاتي) مضروبة في تسارعها. ترتبط حركات القصور الذاتي بهندسة الزمن والمكان: في الإطارات المرجعية القياسية للميكانيكا الكلاسيكية، تتحرك الأشياء في حركة حرة على طول الخطوط المستقيمة بسرعة ثابتة. وفي اللغة الحديثة، فإن مساراتها جيوديسية، خطوط العالم المستقيمة في الزمكان المنحني.
وعلى العكس، قد يتم توقع أنه بمجرد تحديد الحركات بالقصور الذاتي من خلال مراقبة الحركات الفعلية للأجسام والسماح للقوى الخارجية (مثل الكهرومغناطيسية والاحتكاك)، بأنه يمكن استخدامها لتحديد هندسة المكان، وكذلك إحداثية الزمن. ولكن سيكون هناك التباس بمجرد أن تظهر الجاذبية، وفقًا لقانون نيوتن للجاذبية، والتحقق منه بشكل مستقل من خلال تجارب مثل تلك التي قام بها أوتڤوش وخلفاءه مثل تجربة أوتڤوش، فهناك شمولية السقوط الحر (معروفة أيضًا باسم مبدأ التكافؤ الضعيف، أو المساواة الشاملة بين القصور الذاتي وكتلة الجاذبية-السلبية): يعتمد مسار جسم الاختبار فقط على وضعه وسرعته الأولية، ولكن ليس على أي من خصائصه المادية. يتم تجسيد نسخة مبسطة من هذا في تجربة مصعد أينشتاين، كما هو موضَّح في الرسم على اليسار: بالنسبة لمراقِب موجود في غرفة صغيرة مغلقة، من المستحيل أن يقرر عن طريق رسم مسار الأجسام مثل كرة مُسقَطة، ما إذا كانت الغرفة موجودة في حقل جاذبية أو في الفضاء الحر على متن صاروخ يتسارع بمعدَّل حقل الجاذبية.
بالنظر إلى شمولية السقوط الحر، لا يوجد تمييز ملحوظ بين حركة القصور الذاتي والحركة تحت تأثير قوة الجاذبية. هذا يشير إلى فئة جديدة من القصور الذاتي، وهي عن السقوط الحر للأشياء تحت تأثير الجاذبية. هذه الفئة الجديدة من الحركات المفضلة تحدد أيضًا هندسة المكان والزمن؛ وفي المصطلحات الرياضية، هي الحركة الجيوديسية التي ترتبط باتصال معين والتي تعتمد على تدرج جهد التثاقل. أما المكان، في هذا البناء، فلا يزال لديه الهندسة الإقليدية العادية. ومع ذلك، الزمكان ككل هو أكثر تعقيدًا، كما هو مبَيَّن باستخدام تجارب فكرية بسيطة تتبع مسارات السقوط الحر لجسيمات الاختبار المختلفة، فإن نتيجة نقل متجهات الزمكان التي يمكن أن تدل على سرعة الجسيم (متجهات شبيه الزمن) ستختلف مع مسار الجسيم؛ ورياضيًا، فإن الاتصال النيوتني غير قابل للتكامل. ومِن هذا، يمكن استنتاج أن الزمكان هو منحني. إن نظرية نيوتن-كارتان الناتجة هي صياغة هندسية للجاذبية النيوتنية باستخدام مفاهيم متغايرة فقط، أي وصف صالح في أي نظام إحداثي مرغوب. وفي هذا الوصف الهندسي ترتبط تأثيرات المد والجزر - التسارع النسبي للأجسام في السقوط الحر - بمشتق الاتصال، مما يوضح كيف أن الهندسة المعدَّلة سبَبها وجود الكتلة.

### التعميم النسبي

مخروط ضوئي.

على الرغم من أن الهندسة النيوتنية مثيرة للاهتمام، فإن أساسها الذي هو الميكانيكا الكلاسيكية، مجرد حالة حدية للميكانيكا النسبية (الخاصة). وبلغة التناظر: حيث يمكن إهمال الجاذبية، تكون الفيزياء لا متغيرة لورينتز كما في النسبية الخاصة بدلًا من لا متغيرة جاليلي كما في الميكانيكا الكلاسيكية. (التناظر المحدد للنسبية الخاصة هو زمرة پوانكاريه، الذي يشمل الترجمات والدورانات والدفعات). تصبح الاختلافات بين الاثنين مهمة عند التعامل مع السرعات التي تقترب من سرعة الضوء، ومع الظواهر ذات الطاقة العالية.
ومع تناظر لورينتز تدخل البنيات الإضافية اللعبة. يتم تعريفها من خلال مجموعة من المخاريط الضوئية (انظر الصورة)، تحدد المخاريط الضوئية بنية سببية: لكل حدث A، هناك مجموعة من الأحداث التي - من حيث المبدأ - إما أن تؤثر أو أن تتأثر بالـ A عبر إشارات أو تفاعلات لا تحتاج إلى السفر أسرع من الضوء (مثل الحدث B)، ومجموعة من الأحداث حيث يكون مثل هذا التأثير مستحيلًا (مثل الحدث C). هذه المجموعات مستقلة عن المراقِب. وبالاقتران مع الخطوط العالمية للجسيمات المتساقطة سقوطًا حرًا، يمكن استخدام المخاريط الضوئية لإعادة بناء مترية الزمن-المكان شبه الريمانية، على الأقل حتى عامل قياسي إيجابي. وفي المصطلحات الرياضية، هذا يحدد بنية متوازية أو هندسة متوازية.
يتم تعريف النسبية الخاصة في غياب الجاذبية، لذلك فبالنسبة للطبيقات العملية هي نموذج مناسب كلما أمكن إهمال الجاذبية. فعند وضع الجاذبية في الاعتبار، وافتراض شمولية السقوط الحر؛ ينطبق المنطق المماثل كما في القِسم السابق: لا يوجد إطار مرجعي قصوري شامل، وبدلًا من ذلك هناك إطارات قصورية تقريبية تتحرك جنبًا إلى جنب مع الجسيمات المتساقطة سقوطًا حرًا. وبالترجمة إلى لغة الزمكان: الخطوط المستقيمة لشبيه الزمن التي تحدد الإطار القصوري الخالي من الجاذبية تتشوه إلى خطوط منحنية بالنسبة لبعضها البعض، مما يشير إلى أن تضمين الجاذبية يستلزم تغييرًا في هندسة الزمكان.
في البداية، ليس واضحًا ما إذا كانت الإطارات المحلية الجديدة في السقوط الحر تتزامن مع الأطر المرجعية التي تسري عليها قوانين النسبية الخاصة؛ هذه النظرية مبنية على انتشار الضوء، وبالتالي على الكهرومغناطيسية، التي يمكن أن يكون لها مجموعة مختلفة مع الإطارات المفضلة. ولكن باستخدام افتراضات مختلفة حول أطر النسبية الخاصة (مثل كونها ثابتة على الأرض، أو في السقوط الحر)، يمكن استنتاج تنبؤات مختلفة عن الانزياح الأحمر الجذبوي، أي الطريقة التي يتحول بها انتشار الضوء عبر حقل الجاذبية (انظر أدناه). وتشير القياسات الفعلية إلى أن أطر السقوط الحر هي تلك التي ينتشر فيها الضوء كما يحدث في النسبية الخاصة. يُعرف تعميم هذا البيان، أي أن قوانين النسبية الخاصة لها تقدير تقريبي في أطر السقوط الحر المرجعية (وغير الدورية) بمبدأ تكافؤ أينشتاين، وهو مبدأ توجيهي حاسم لتعميم فيزياء النسبية الخاصة لكي تشمل الجاذبية.
تُظهر البيانات التجريبية نفسها أن الزمن كما يُقاس بواسطة الساعات الموجودة في حقل الجاذبية - الزمن المُحقَّق، لإعطاء المصطلح التقني - لا يتبع قواعد النسبية الخاصة. وفي لغة هندسة الزمكان لا يتم قياسه بواسطة مترية مينكوفسكي. وكما في الحالة النيوتنية، هذا يوحي بوجود هندسة أكثر عمومية. وفي المقاييس الصغيرة، جميع الأطر المرجعية الموجودة في السقوط الحر هي متكافئة، ومينكوفسكية تقريبًا. وبالتالي، نحن نتعامل الآن مع تعميم منحني لمكان مينكوفسكي. إن الموتر المتري الذي يحدد الشكل الهندسي - بشكل خاص، كيف يتم قياس الأطوال والزوايا - ليس مترية مينكوفسكي الخاصة بالنسبية الخاصة، وإنما هو تعميم يُعرف بمترية ريمانية زائفة أو شبه زائفة. بالإضافة إلى ذلك، ترتبط كل مترية ريمانية بنوع معين من الاتصال بشكل طبيعي، اتصال ليڤي-سيڤيتا هو في الواقع الاتصال الذي يرضي مبدأ التكافؤ ويجعل المكان مينكوفسكيًا محليًا (أي في الإحداثيات القصورية الذاتية المحلية المناسِبة، المترية هي مينكوفسكية، وتختفي مشتقاتها الجزئية الأولى ومعاملات الاتصال).

### معادلات أينشتاين
وبصياغة النسبوية، وهي النسخة الهندسية لتأثيرات الجاذبية، تبقى مسألة مصدر الجاذبية. ففي الجاذبية النيوتنية المصدر هو الكتلة. وفي النسبية الخاصة تصبح الكتلة جزءًا من كمية أكثر عمومية تسمى موتر الإجهاد-الزخم، الذي يشمل كل من كثافة الطاقة والزخم وكذلك الإجهاد: الضغط والقص. وباستخدام مبدأ التكافؤ، يتم تعميم هذا الموتر بسهولة على الزمكان المنحني. وبالاعتماد أكثر على مزيد من التشابه مع الجاذبية النيوتنية الهندسية، من الطبيعي أن نفترض أن معادلة الحقل للجاذبية ترتبط بهذا الموتر وموتر ريتشي، الذي يصف فئة معينة من تأثيرات المد والجزر: التغير في الحجم لسحابة صغيرة من جسيمات الاختبار التي هي في راحة في البداية، ثم تسقط سقوطًا حرًا. في النسبية الخاصة، يتوافق حفظ الطاقة مع القول بأن موتر زخم الطاقة خالٍ من التباعد. هذه الصيغة يتم تعميمها أيضًا بسهولة للزمكان المنحني من خلال استبدال المشتقات الجزئية بنظيراتها متعددة الشعب المنحنية، المشتقات المتغايرة التي دُرست في الهندسة التفاضلية. مع هذا الوضع الإضافي؛ وهو التباعد المتغاير لموتر الإجهاد-الزخم، ومن ثم أيًا كان على الجانب الآخر من المعادلة، فهو صفر؛ أبسط مجموعة من المعادلات هي التي تُسمى معادلات (حقل) أينشتاين:
| معادلات حقل أينشتاين {\displaystyle G_{\mu \nu }\equiv R_{\mu \nu }-{\textstyle 1 \over 2}R\,g_{\mu \nu }={8\pi G \over c^{4}}T_{\mu \nu }\,} |
على الجانب الأيسر موتر أينشتاين، وهو مزيج محدد من موتر ريتشي {\displaystyle R_{\mu \nu }} خالٍ من التباعد والمترية. حيث أن {\displaystyle G_{\mu \nu }} متناظر، بشكل خاص.
{\displaystyle R=g^{\mu \nu }R_{\mu \nu }\,}
هو سلم الانحناء. موتر ريتشي نفسه مرتبط بعموم موتر انحناء ريمان:
{\displaystyle R_{\mu \nu }={R^{\alpha }}_{\mu \alpha \nu }.\,}
على الجانب الأيمن، {\displaystyle T_{\mu \nu }} هو موتر الاجهاد-الزخم. كل الموترات مكتوبة بترميز فهرسي مختصر. بمطابقة تنبؤ النظرية بالنتائج المرصودة للمدارات الكوكبية، أو بشكل مكافئ، مع ضمان أن حد الجاذبية المنخفض والسرعة المنخفضة هو الميكانيكا النيوتنية، يمكن تثبيت ثابت التناسب كـ κ = 8πG/c4 مع G هو ثابت الجاذبية وc هي سرعة الضوء. عندما لا تكون هناك مادة حاضرة، فإن موتر الطاقة-الزخم يختفي، النتائج هي معادلات أينشتاين الفراغية،
{\displaystyle R_{\mu \nu }=0.\,}

### بدائل النسبية العامة
هناك بدائل للنسبية العامة مبنية على نفس الأسس، والتي تشمل قواعد و\أو قيود إضافية، تؤدي إلى معادلات حقل مختلفة. من الأمثلة: نظرية برانز-ديك وجاذبية f(R) ونظرية وايتهيد ونظرية أينشتاين-كارتان.

## التعريف والتطبيقات الأساسية
يحتوي الاستنتاج المبيَّن في القسم السابق على جميع المعلومات اللازمة لتحديد النسبية العامة، ووصف خصائصها الرئيسية، ومعالجة مسألة ذات أهمية حاسمة في الفيزياء، وهي كيف يمكن استخدام النظرية في بناء نموذج.

### التعريف والخصائص الأساسية
النسبية العامة هي نظرية مترية للتجاذب. وتتواجد معادلات أينشتاين في جوهرها، التي تصف العلاقة بين هندسة متعدد الشعب الريماني الزائف ثلاثي الأبعاد الذي يمثل الزمكان، والإجهاد-الزخم المحتوى في ذلك الزمكان. الظاهرة التي تعود إلى حركة قوة الجاذبية في الميكانيكا الكلاسيكية (مثل السقوط الحر، والحركة المدارية، ومسارات المركبات الفضائية)، تتوافق مع حركة القصور الذاتي داخل الهندسة المنحنية للزمكان في النسبية العامة؛ لا توجد قوة جذبوية تشوه الأشياء من مساراتها الطبيعية المستقيمة. وبدلًا من ذلك، تتوافق الجاذبية مع التغيُّرات في خصائص المكان والزمن، التي بدورها تُغيِّر أكثر المسارات استقامة ممكنة التي تتبعها الأشياء بشكل طبيعي. الانحناء بدوره يحدث بسبب الإجهاد-الزخم للمادة. وبإعادة الصياغة للنسبوي چون أرتشيبالد ويلر، الزمكان يخبر المادة كيف تتحرك؛ والمادة تخبر الزمكان كيف ينحني.
في حين أن النسبية العامة تحل محل الامكانات الجذبوية السلمية للفيزياء الكلاسيكية من خلال موتر متناظر من الرتبة الثانية، فإن الأخيرة تتناقص إلى سابقتها في بعض الحالات المحدَّدة. وبالنسبة لحقول الجاذبية الضعيفة والسرعة البطيئة بالنسبة لسرعة الضوء، تتقارب تنبؤات النظرية مع تلك الخاصة بقانون الجاذبية العام لنيوتن.
خلال بنائها باستخدام الموترات، تُظهر النسبية العامة التغاير العام: قوانينها - وقوانين إضافية صيغت في الإطار النسبي العام - تتخذ نفس الشكل في جميع الأنظمة الإحداثية. بالإضافة إلى ذلك، لا تحتوي النظرية على أي بنية خلفية هندسية ثابتة، بمعنى أنها مستقلة الخلفية. وهي بالتالي تفي بمبدأ النسبية العام الأكثر صرامة، وهو أن قوانين الفيزياء هي نفسها لجميع المراقِبين. ومحليًا، كما في مبدأ التكافؤ، الزمكان هو مينكوفسكي، وقوانين الفيزياء تعرض تناظر لورينتز المحلي.

### بناء النموذج
إن المفهوم الجوهري لبناء النموذج النسبوي العام هو حل معادلات أينشتاين. بالنظر لكل من معادلات أينشتاين والمعادلات المناسبة لخصائص المادة، حلول كهذه تتكون من مجموعة متعدد الشعب شبه ريمانية (عادةً ما يتم تحديدها من خلال إعطاء المترية في إحداثيات محدَّدة) وحقول المادة المحددة مُعرَّفة في هذا التعدد. المادة والهندسة لا بد أن تُرضِيا معادلات أينشتاين، لذلك على وجه الخصوص، يجب أن يكون موتر-الاجهاد-الزخم خاليًا من التباعد. كما يجب أن ترضي المادة أيضًا بالطبع أي معادلات إضافية تم فرضها على خصائصها. باختصار، حلًا كهذا هو كون نموذجي يرضي قوانين النسبية العامة، وربما قوانين إضافية تحكم أي مادة أيًا كانت قد تكون موجودة.
معادلات أينشتاين هي معادلات تفاضلية جزئية غير خطية، ولهذا يصعب حلها بدقة. ومع ذلك، هناك عدد من الحلول الدقيقة معروفة، على الرغم من أن القليل منها فقط له تطبيقات فيزيائية مباشرة. أفضل الحلول الدقيقة المعروفة، وأيضًا الأكثر إثارة للاهتمام من وجهة نظر الفيزياء، هي حل شڤاتسشيلت وحل ريزنر-نوردستروم ومترية كير، كل منها يتناظر مع نوع معين من الثقوب السوداء في كون فارغ بطريقة مختلفة، وفريدمان-لوميتر-روبرتسون-ووكر وكون دي سيتر، كل منها يصف كونًا متوسعًا. تشمل الحلول الدقيقة ذات الاهتمام النظري الكبير كون جودِل (الذي يفتح الإمكانية المثيرة للاهتمام للسفر عبر الزمن في زمكانات منحنية) وحل تاب-نوت (نموذج لكون متجانس، لكنه متباين الخواص)، ومكان دي سيتر المضاد (الذي أصبح بارزًا مؤخرًا في سياق ما يسمى بحدسية مالداسينا).
نظرًا لصعوبة إيجاد حلول دقيقة، يتم حل معادلات حقل أينشتاين أيضًا بشكل متكرر من خلال التكامل العددي بواسطة الكمبيوتر، أو من خلال النظر في الاضطرابات الصغيرة للحلول الدقيقة. وفي مجال النسبية العددية، يتم استخدام كمبيوترات قوية لمحاكاة هندسة الزمكان وحل معادلات أينشتاين في المواقف المثيرة للاهتمام مثل تصادم ثقبين أسودين. من حيث المبدأ، هذه الأساليب قد تطبَّق على أي نظام، مع توفير مراجع كافية للكمپيوتر، وقد تعالِج مسائل أساسية مثل التفردات المجردة. يمكن إيجاد حلول تقريبية أيضًا من خلال نظريات الاضطراب مثل الجاذبية الخطية وتعميمها، في توسع ما بعد نيوتن، وكلاهما تم تطويرهما من قِبل أينشتاين. توفر هذه الأخيرة منهجية منظَّمة لحل هندسة الزمكان الذي يحتوي على توزيع للمادة التي تتحرك ببطء مقارنةً مع سرعة الضوء. التوسع يتضمن أيضًا سلسلة من الشروط؛ المصطلحات الأولى تمثل الجاذبية النيوتنية، بينما تمثل المصطلحات اللاحقة تصحيحات أصغر لنظرية نيوتن بسبب النسبية العامة. الامتداد لهذا التوسع هو توسيط شكلية ما بعد النيوتنية، والذي يسمح بإجراء مقارنات كمية بين تنبؤات النسبية العامة والنظريات البديلة.

## عواقب نظرية أينشتاين
النسبية العامة لها عدد من العواقب الفيزيائية، بعضها تبعها مباشرةً من البديهيات النظرية، بينما بعضها الآخر أصبح واضحًا فقط في خلال سنوات عديدة من البحوث التي أعقبت نشر أينشتاين الأول.

### تمدد الزمن الثقالي وتحوُّل التردد

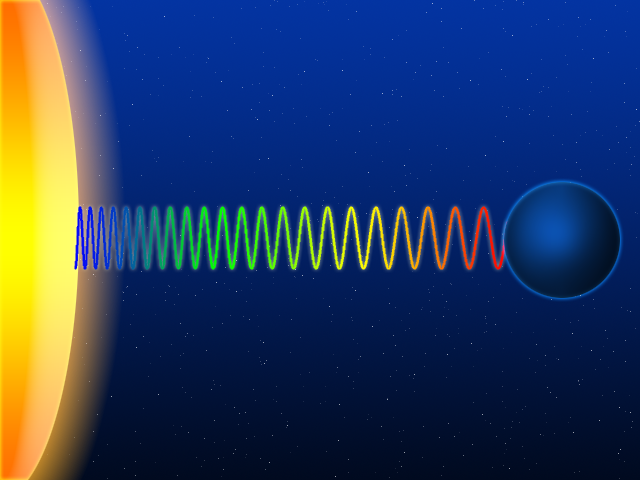
تمثيل تخطيطي للانزياح الأحمر الثقالي لموجة ضوئية تهرب من سطح جسم ضخم.

بافتراض أن مبدأ التكافؤ ينطبق، الجاذبية تؤثر على الزمن. الضوء المُرسَل لأسفل إلى داخل بئر الجاذبية يتحول إلى الأزرق، في حين أن الضوء المُرسَل في الاتجاه المعاكس (أي يتسلق خروجًا من بئر الجاذبية) يتحول إلى الأحمر؛ يُعرَف هذان التأثيران مجتمعان باسم تحوُّل التردد الثقالي. وبصورة أكثر عمومية، العمليات القريبة من جسم ضخم تجري ببطء أكثر مقارنةً بالعمليات التي تجري بعيدًا عنه؛ يُعرف هذا التأثير باسم تمدد الزمن الثقالي.
تم قياس الانزياح الأحمر الثقالي في المعمل وباستخدام الرصد الفلكي. تم قياس تمدد الزمن الثقالي في حقل الأرض الجذبوي مرات عديدة باستخدام الساعات الذرية، بينما التحقق المستمر تم توفيره من خلال الآثار الجانبية لتشغيل نظام التموضع العالمي (GPS). ويتم توفير الاختبارات في حقول الجاذبية الأكثر قوة من خلال رصد النباضات الثنائية. جميع التجارب تتفق مع النسبية العامة. ومع ذلك، وفي المستوى الحالي من الدقة، هذه النتائج لا يمكنها التمييز بين النسبية العامة والنظريات الأخرى التي يكون فيها مبدأ التكافؤ صحيحًا.

### انحراف الضوء وتأخير الزمن الثقالي

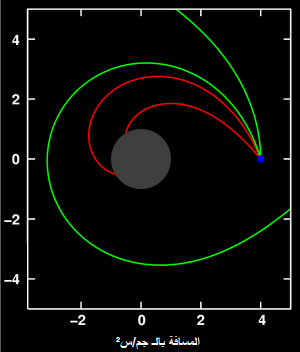
انحراف الضوء (أُرسِل من الموقع الظاهر باللون الأزرق) أثناء مروره بالقرب من جسم مضغوط (يظهر بالرمادي).

تتنبأ النسبية العامة بأن مسار الضوء سيتبع انحناء الزمكان أثناء مروره بالقرب من نجم. تم تأكيد هذا التأثير بشكل مبدئي من خلال رصد أضواء النجوم أو الكويزرات البعيدة التي تنحرف أثناء مرورها بالقرب من الشمس.
هذا والتنبؤات ذات الصلة التي تأتي من حقيقة أن الضوء يتبع ما يسمى شبيه الضوء أو تعميم الجيوديسية العدمية للخطوط المستقيمة التي يسافر الضوء عبرها بثبات في الفيزياء الكلاسيكية. هذه الجيوديسية هي تعميم لامتغير سرعة الضوء في النسبية الخاصة. عندما يتم فحص نماذج الزمكان المناسبة (إما حل شڤاتسشيلت الخارجي، أو لأجل أكثر من كتلة واحدة؛ توسع ما بعد نيوتن)، العديد من تأثيرات الجاذبية تَظهر على انتشار الضوء. على الرغم من أن انحناء الضوء يمكن استخراجه أيضًا من خلال توسيع شمولية السقوط الحر للضوء، فإن زاوية الانحراف الناتجة عن مثل هذه الحسابات هي فقط نصف القيمة المعطاة من قِبل النسبية العامة.
تأخير الزمن الثقالي يرتبط بشكل وثيق بانحراف الضوء (أو تأخير شاپيرو)، وهي الظاهرة التي تأخذ فيها الإشارات الضوئية لتنتقل عبر الحقل الجذبوي وقتًا أطول مما كانت ستأخذه في غياب هذا الحقل. وكانت هناك العديد من الاختبارات الناجحة لهذا التنبؤ. وفي وسائط شكليات ما بعد نيوتن، تُحدِّد قياسات انحراف الضوء وتأخير الزمن الثقالي وسيطًا يسمى γ، الذي يشفر تأثير الجاذبية على هندسة المكان.

### الموجات الثقالية

حلقة من جسيمات الاختبار مشوهة بواسطة موجة ثقالية عابرة (خطية ومضخمة من أجل رؤية أفضل).

تنبأ ألبرت أينشتاين سنة 1916 بأن هناك موجات ثقالية: تموجات في مترية الزمكان والتي تنتشر بسرعة الضوء. هذه واحدة من أوجه تشابه عديدة بين جاذبية الحقل الضعيفة والكهرومغناطيسية في ذلك، فهي مماثلة للموجات الكهرومغناطيسية. وفي 11 فبراير 2016، أعلن فريق ليجو أنهم اكتشفوا موجات ثقالية بشكل مباشر من خلال اندماج ثقبين أسودين.
يمكن تصور أبسط نوع من هذه الموجة من خلال حركتها على حلقة من الجسيمات الطافية بحُرية. موجة جيبية تنتشر عبر هذه الحلقة باتجاه القارئ تشوه الخاتم بطريقة مميَّزة وإيقاعية (الصورة المتحركة إلى اليسار). ونظرًا لأن معادلات أينشتاين غير خطية، فإن الموجات الثقالية القوية بشكل اعتباطي لا تطيع التراكب الخطي، مما يجعل من الصعب وصفها. ورغم ذلك، بالنسبة للحقول الضعيفة، فيمكن القيام بتقريب خطي. هذه الموجات الخطية دقيقة بشكل كافي لوصف الموجات شديدة الضُعف التي من المتوقع أن تصل هنا على الأرض من قِبل الأحداث الكونية البعيدة، والتي تؤدي عادةً إلى مسافات نسبية تزداد وتتناقص بمقدار {\displaystyle 10^{-21}} أو أقل. أساليب تحليل البيانات تفيد بشكل روتيني حقيقة أن هذه الموجات الخطية يمكن أن تكون فورييه متجزئة.
وتصف بعض الحلول الدقيقة الموجات الثقالية دون أي تقريب، مثلًا، قطار موجي يسافر عبر الفضاء الخالي أو أكوان جوودي، هي أنواع من الكون المتوسع المملوء بالموجات الثقالية. ولكن بالنسبة للموجات الثقالية التي تنتج في المواقف المتعلقة بالفيزياء الفلكية، مثل اندماج ثقبين أسودين، فالأساليب العددية هي الطريقة الوحيدة في الوقت الحالي لبناء النماذج المناسبة.

### التأثيرات المدارية ونسبية الاتجاه
تختلف النسبية العامة عن الميكانيكا الكلاسيكية في عدد من التنبؤات المتعلقة بالأجسام المدارية. فهي تتنبأ بالدوران الشامل (المبادرة) للمدارات الكوكبية، وكذلك التدهور المداري الناجم عن انبعاث الموجات الثقالية والآثار المتعلقة بنسبية الاتجاه.

#### مبادرة القبات

المدار النيوتني (الأحمر) مقابل الأينشتايني (الأزرق) لكوكب وحيد يدور حول نجم.

في النسبية العامة، القبات في أي مدار (نقطة الاقتراب من الجسم المداري الأقرب إلى مركز كتلة النظام) سوف تبادر؛ المدار ليس قطعًا ناقصًا، لكنه يشبه القطع الناقص الذي يدور حول بؤرة تركيزه، ناتجًا شكلًا يشبه منحنى الوردة (انظر الصورة). استنتج أينشتاين هذه النتيجة أولًا باستخدام مترية تقريبية تمثل الحد النيوتني ومعاملة الجسم المداري كجسيم اختبار. فبالنسبة له، حقيقة أن نظريته أعطت تفسيرًا واضحًا لتحوُّل الحضيض الشاذ لعطارد، الذي اكتشفه أوربان لوڤيرييه في وقت سابق سنة 1859، كانت دليلًا مهمًا على أنه حدد أخيرًا الشكل الصحيح لمعادلات حقل الجاذبية.
يمكن أيضًا اشتقاق التأثير من خلال استخدام مترية شڤاتسشيلت الدقيقة (تصف الزمكان حول كتلة كروية) أو شكليات ما بعد نيوتن الأكثر عمومية. يرجع ذلك إلى تأثير الجاذبية على هندسة المكان وإلى مساهمة الطاقة الذاتية في جاذبية الجسم (المشفرة في اللاخطية لمعادلات أينشتاين). وقد تم رصد المبادرة النسبوية لجميع الكواكب التي تسمح بإجراء قياسات دقيقة للمبادرة (عطارد والزهرة والأرض)، وكذلك في أنظمة النباضات الثنائية، حيث تكون أكبر بخمسة قيم أسية.
في النسبية العامة، تَحوُّل الحضيض σ، المُعبَّر عنه بالراديان لكل دورة، يُعطى تقريبًا بواسطة:
{\displaystyle \sigma ={\frac {24\pi ^{3}L^{2}}{T^{2}c^{2}(1-e^{2})}}\ ,}
حيث:
- {\displaystyle L} هو نصف المحور الرئيسي
- {\displaystyle T} هو الدور المداري
- {\displaystyle c} هي سرعة الضوء
- {\displaystyle e} هو الانحراف المداري

#### التدهور المداري

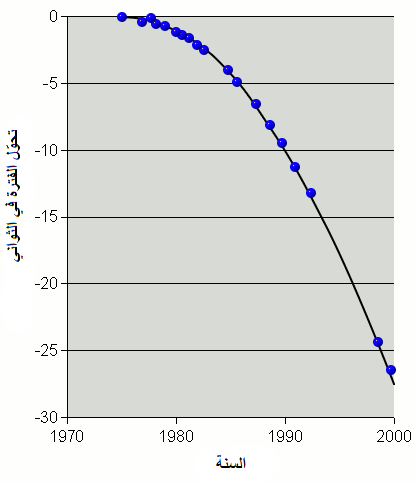
التدهور المداري لـ PSR B1913+16: تحوُّل الزمن في الثواني، تم التعقب لأكثر من ثلاث عقود.

بحسب النسبية العامة، النظام الثنائي سيبعث موجات ثقالية، وبالتالي يفقد الطاقة، بسبب هذه الخسارة تنخفض المسافة بين الجسمين الدائرين، وكذلك تنخفض الفترة المدارية. وفي داخل النظام الشمسي أو النجوم الثنائية العادية، يكون التأثير صغيرًا للغاية بحيث لا يمكن رصده. ولكن ليس هذا هو الحال بالنسبة لنباض ثنائي قريب، وهو نظام لنجمين نيوترونيين يدوران، أحدهما نجم نابض: من النجوم النابضة، يتلقى المراقبون على الأرض سلسلة منتظمة من النبضات الراديوية التي يمكن أن تكون بمثابة ساعة دقيقة للغاية، والتي تتيح إجراء قياسات دقيقة للفترة المدارية. ونظرًا لأن النجوم النيوترونية مضغوطة جدًا، فتنبعث منها كميات كبيرة من الطاقة في صورة إشعاع ثقالي.
أول رصد لانخفاض الفترة المدارية بسبب انبعاث الموجات الثقالية قام به هالس وتايلور، من خلال النجم الثنائي PSR B1913+16 الذي اكتشفاه سنة 1974. كان هذا أول كشف للموجات الثقالية وإن كان غير مباشر، واللذي حصلا بسببه على جائزة نوبل في الفيزياء سنة 1993. ومنذ ذلك الحين، تم اكتشاف العديد من النجوم النابضة الثنائية، وخاصةً النباض المزدوج PSR J0737-3039 حيث كلا النجمين نابضين.

#### المبادرة الجيوديسية وتباطؤ الإطار المرجعي
ترتبط العديد من الآثار النسبية ارتباطًا مباشرًا بنسبية الاتجاه. إحداها هي التأثير الجيوديسي: اتجاه محور المدوار في السقوط الحر في الزمكان المنحني سوف يتغير عندما تتم مقارنته، على سبيل المثال، مع اتجاه الضوء المستقبَل من النجوم البعيدة، على الرغم من أن هذا المدوار يمثل طريقة للحفاظ على اتجاه مستقر بقدر الإمكان ("النقل الموازي"). بالنسبة لنظام القمر-الأرض، تم قياس هذا التأثير بمساعدة المجال الليزري القمري.، تم القياس من أجل كتل الاختبار على متن القمر الصناعي مسبار الجاذبية B بدقة تفوق 0.3%.
وبالقرب من كتلة دوارة، توجد تأثيرات مغناطيسية جاذبية أو تباطؤ الإطار المرجعي. سوف يحدد مراقِب بعيد أن الأجسام القريبة من الكتلة "يتم جرّها". وهذا يكون أكثر تطرفًا بالنسبة لثقب أسود دوّار، حيث أن الدوران يكون حتميًا لأي جسم يدخل منطقة تُعرف باسم الإرجوسفير. هذه التأثيرات يمكن اختبارها مرة أخرى من خلال تأثيرها على اتجاه المدوار في السقوط الحر. تم إجراء اختبارات مثيرة للجدل بعض الشيء باستخدام أقمار (LAGEOS) الصناعية، والتي أكدت التنبؤ النسبوي. كما تم أيضًا استخدام مسبار مسّاح المريخ العالمي حول المريخ.

## تطبيقات الفيزياء الفلكية

### عدسة الجاذبية

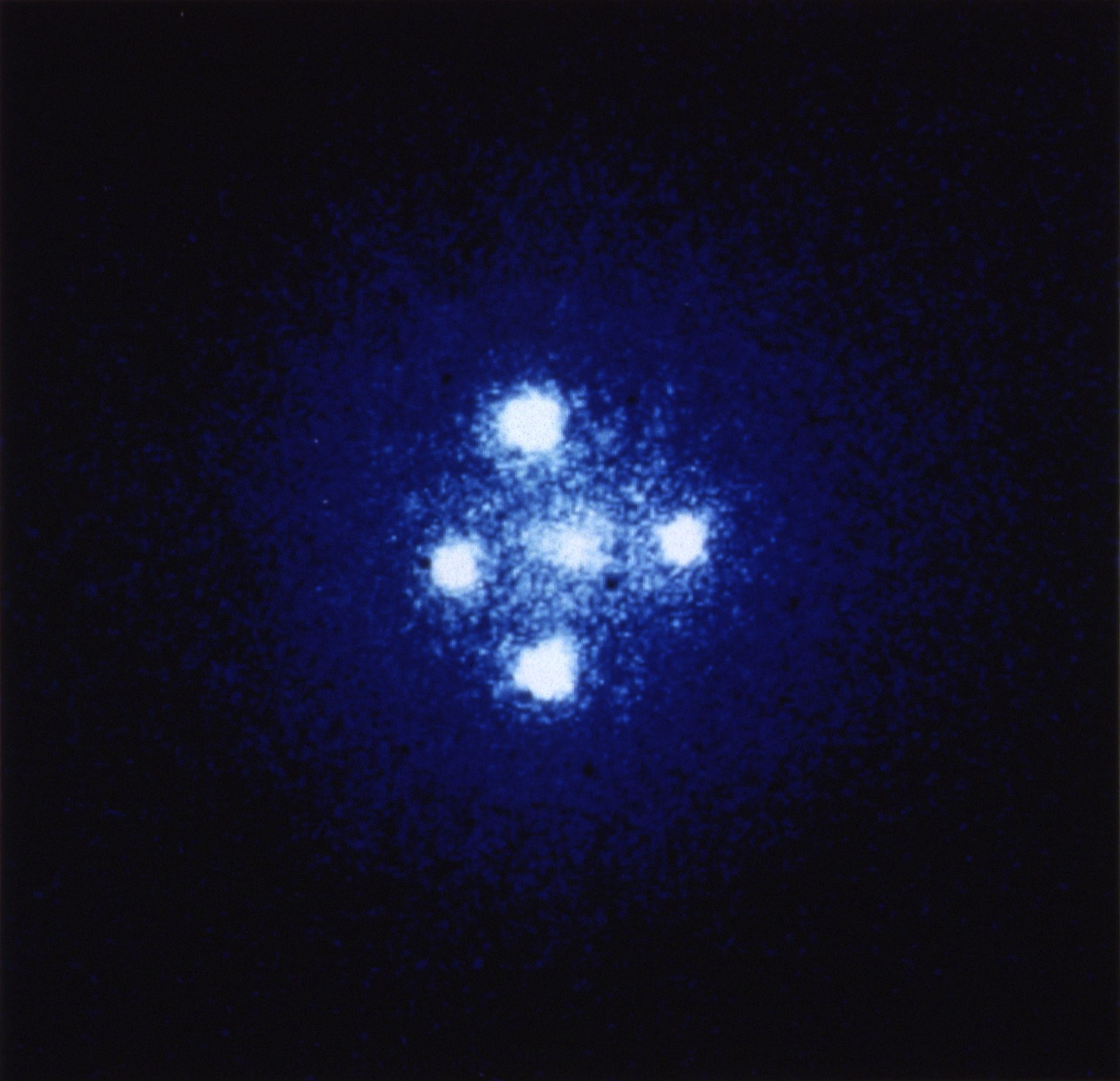
تقاطع أينشتاين: أربعة صور لنفس الجرم الفلكي، أنتجتها عدسة الجاذبية.

انحراف الضوء بواسطة عدسة الجاذبية مسؤول عن فئة جديدة من الظواهر الفلكية. فإذا كان جسمًا ضخمًا يقع بين الفلكي وجسم بعيد مستهدَف له كتلة ومسافات نسبية مناسبة، سيرى الفلكي صورًا متعددة مشوَّهة للهدف؛ هذه التأثيرات تُعرف باسم عدسة الجاذبية. وبناءً على التكوين والحجم والتوزيع الشامل من الممكن أن تكون هناك صورتين أو أكثر، أو حلقة ساطعة تُعرف بحلقة أينشتاين، أو حلقات جزئية تسمى الأقواس. وقد تم اكتشاف أول مثال سنة 1979، ومنذ ذلك الوقت تم رصد أكثر من مائة عدسات جاذبية. وحتى لو كانت الصورة المتعددة قريبة جدًا من بعضها بحيث لا يمكن قياسها، فلا يزال من الممكن قياس التأثير، على سبيل المثال، وبما أنه سطوع شامل للجسم المستهدَف، فقد تم رصد عدد من "أحداث العدسة الصغرية".
وقد تطورت عدسة الجاذبية إلى أداة لعلم الفلك الرصدي، يتم استخدامها للكشف عن وجود وتوزيع المادة المظلمة، وتوفير "تلسكوپ طبيعي" لرصد المجرات البعيدة، وللحصول على تقدير مستقل لثابت هابل. توفر التقييمات الإحصائية لبيانات العدسات بصيرة للتطور البنيوي للمجرات.

### علم فلك الموجات الثقالية

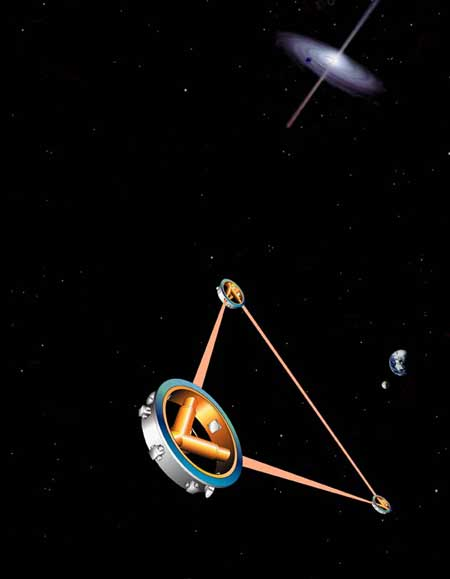
تصوير فني لكاشف الموجات الثقالية الفضائي ليزا.

يوفر رصد النجوم النابضة الثنائية أدلة غير مباشرة قوية على وجود الموجات الثقالية (انظر التدهور المداري أعلاه). يعد الكشف عن هذه الموجات هدفًا رئيسيًا للبحث الحالي المتعلق بالنسبية. العديد من كاشفات الموجات الثقالية الأرضية هي قيد التشغيل حاليًا، أبرزها جيو 600 وليجو وتاما 300 وڤيرجو. تستخدم مصفوفة توقيت النباض (بالإنجليزية: Pulsar timing array)‏ نباضات الميلّي ثانية للكشف عن الموجات الثقالية في نطاق تردد من 10−9 إلى 10−6 هرتز، التي تنشأ من الثقوب السوداء الفائقة. يجري حاليًا تطوير جهاز كشف فضائي أوروپي هو ليزا مع مهمة تمهيدية هي مستكشف ليزا (بالإنجليزية: LISA Pathfinder)‏ أُطلِقت في ديسمبر 2015.
يَعِدْ رصد الموجات الثقالية باكمال الرصد في الطيف الكهرومغناطيسي. ومن المتوقَّع أن ينتج معلومات عن الثقوب السوداء وغيرها من الأجسام الكثيفة مثل النجوم النيوترونية والأقزام البيضاء، وأنواع معينة من انهيارات المستعرات العظمى، والعمليات في البدايات الأولى للكون المبكر، بما في ذلك أنواع معينة من الأوتار الكونية الافتراضية. وفي فبراير 2016، أعلن فريق ليجو المتقدم أنهم اكتشفوا موجات ثقالية من اندماج ثقبين أسودين.

### الثقوب السوداء والأشياء المضغوطة الأخرى

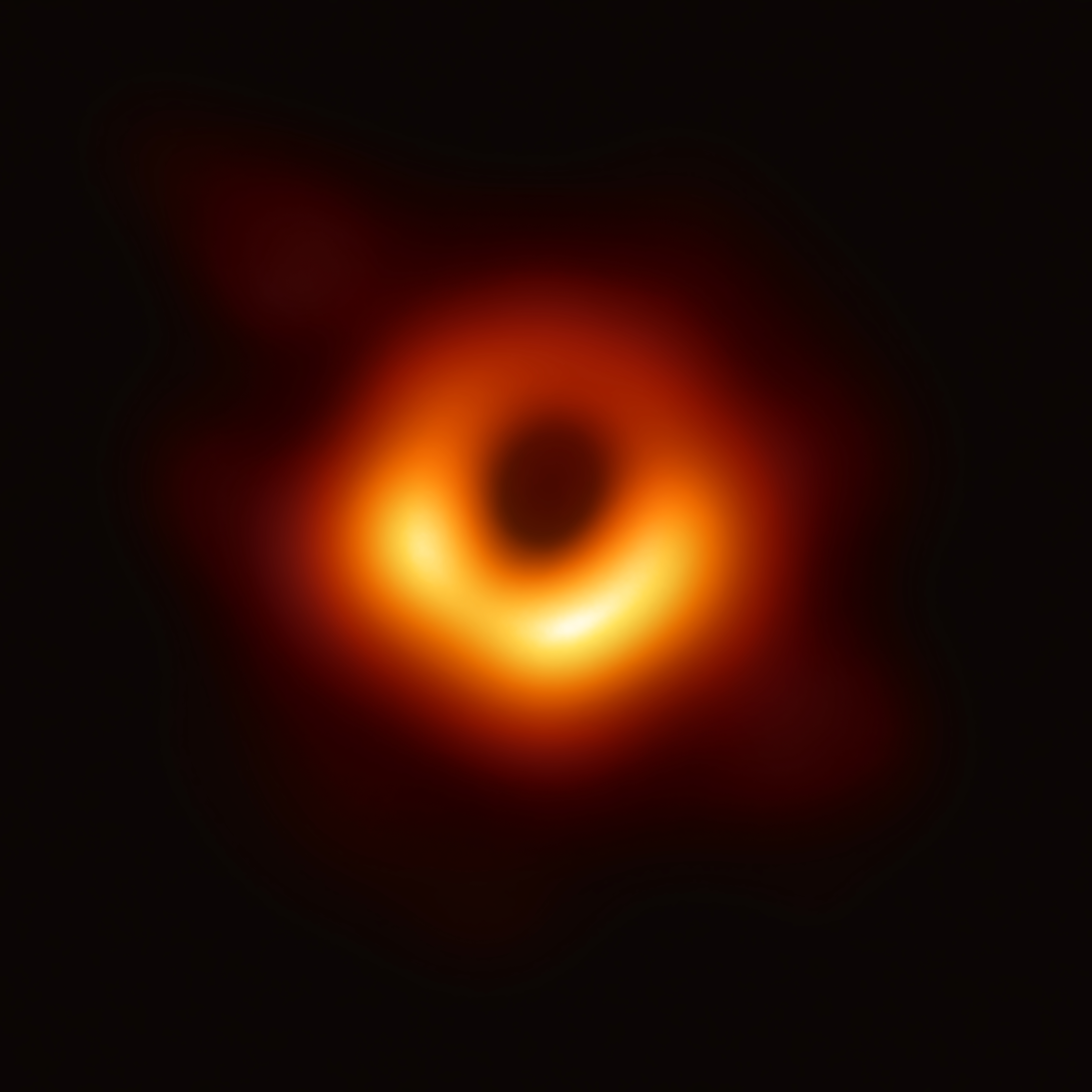
ثقب أسود فائق في مركز مجرة مسييه 87، له 7 مليارات كتلة شمسية، اِلتقطها تلسكوپ أفق الحدث. هي أول صورة مباشرة لثقب أسود.

عندما تصبح نسبة كتلة الجسم إلى نصف قطره كبيرة بشكل كافي، تتنبأ النسبية العامة بتكوين ثقب أسود، وهي منطقة من الفضاء (المكان) لا يوجد شيء ولا حتى الضوء يمكن أن يهرب منها. في النماذج المقبولة حاليًا لتطور النجوم، يُعتقد أن النجوم النيوترونية التي تحتوي على حوالي 1.4 كتلة شمسية، والثقوب السوداء النجمية التي تحتوي على بضعة عشرات من الكتل الشمسية، هي الحالة النهائية لتطور النجوم الضخمة. عادةً ما تحتوي المجرة في مركزها على ثقب أسود فائق ذو بضعة ملايين أو بضعة مليارات من الكتل الشمسية، ويُعتقد أن وجودها لعب دورًا مهمًا في تكوين المجرة والبنيات الكونية الأكبر حجمًا.

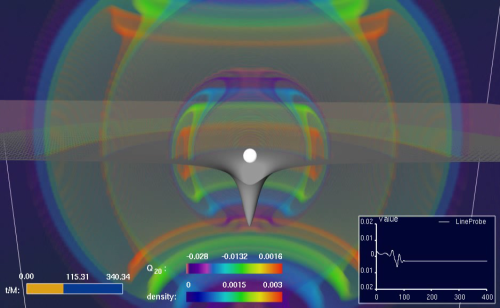
محاكاة مبنية على معادلات النسبية العامة: نجم ينهار ليُكوِّن ثقبًا أسودًا بينما يبعث موجات ثقالية.

فلكيًا، أهم خاصية للأجسام المضغوطة هي أنها توفر آلية فعالة للغاية لتحويل طاقة الجاذبية إلى إشعاع كهرومغناطيسي. يُعتقد أن التنامي، وهو سقوط الغبار أو المادة الغازية على الثقوب السوداء النجمية أو الفائقة، مسؤولًا عن بعض الأجرام الفلكية المضيئة بشكل مذهل، خاصةً أنواعًا متنوعة من النوى المجرية النشطة على المستويات المجرية والأجرام ذات الأحجام النجمية مثل الكويزرات الصغيرة. وبشكل خاص، يمكن أن يؤدي التنامي إلى نفثات نسبية، وهي حِزَم مركَّزة مكوَّنة من جسيمات نشطة للغاية يتم قذفها في الفضاء بسرعة الضوء تقريبًا. تلعب النسبية العامة دورًا مركزيًا في نمذجة كل هذه الظواهر، وتوفر عمليات الرصد أدلة قوية على وجود الثقوب السوداء مع الخصائص التي تنبأت بها النظرية.
يتم أيضًا السعي وراء الثقوب السوداء في إطار البحث عن الموجات الثقالية (قارن مع الموجات الثقالية أعلاه). يجب أن يؤدي اندماج الثقوب السوداء الثنائية إلى بعض من أقوى إشارات الموجات الثقالية التي تصل إلى أجهزة الكشف هنا على الأرض، ويمكن استخدام المرحلة التي تسبق الاندماج مباشرةً كشمعة قياسية من أجل استنتاج المسافة إلى أحداث الاندماج، وبالتالي هي بمثابة مسبار للتوسع الكوني على مسافات كبيرة. يجب أن توفر الموجات الثقالية التي يتم إنتاجها كثقب أسود نجمي يغرق داخل ثقب أسود فائق معلومات مباشرة حول هندسة الثقب الأسود الفائق.

### علم الكون

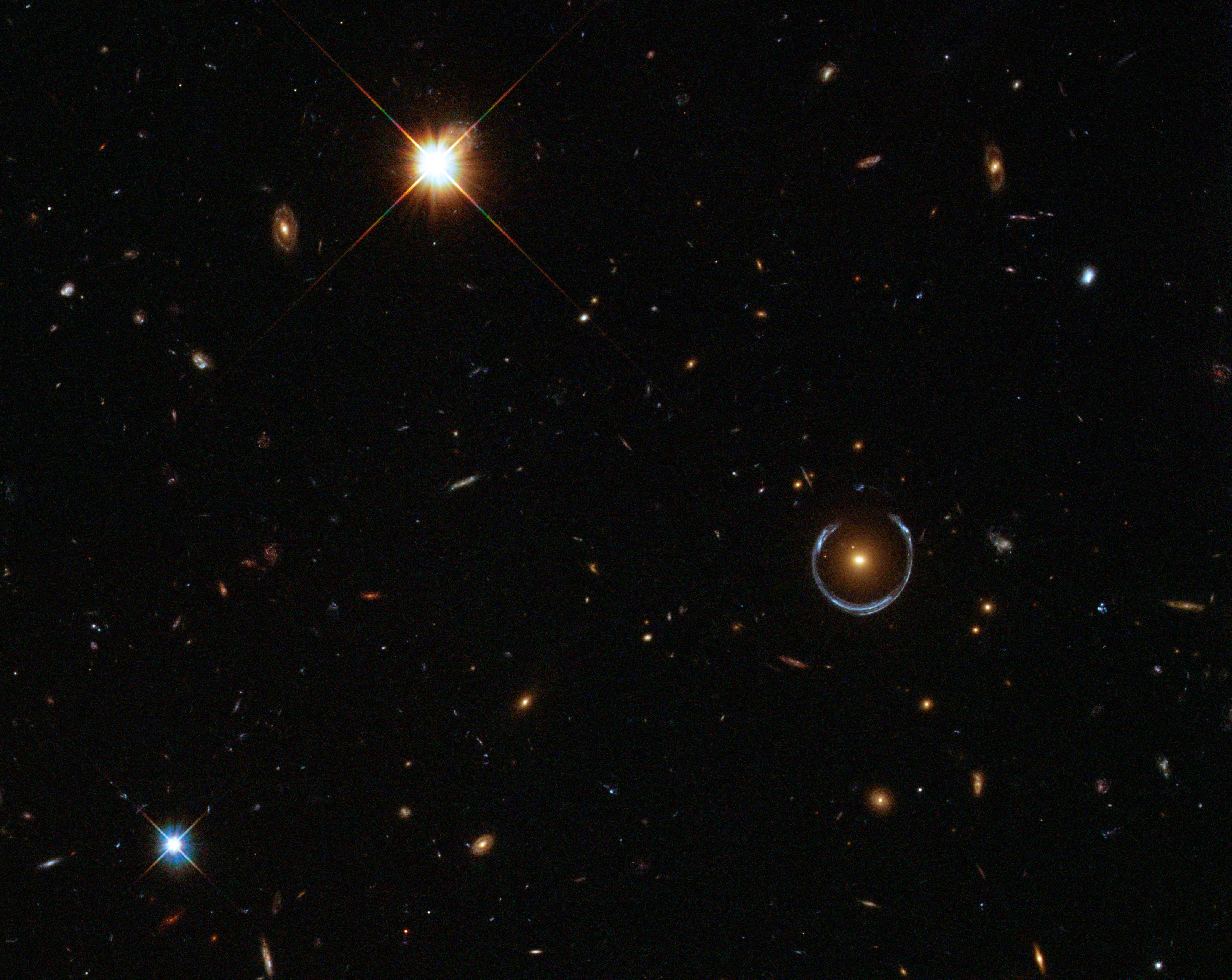
حدوة الحصان الزرقاء هي مجرة بعيدة تم تضخيمها وعوجها إلى حلقة كاملة تقريبًا بواسطة سحب الجاذبية القوية للمستعر الأحمر الساطع.

تعتمد النماذج الحالية لعلم الكون على معادلات حقل أينشتاين، التي تشمل الثابت الكوني Λ نظرًا لأنه له تأثير مهم على ديناميكية الكون الواسعة النطاق،
{\displaystyle R_{\mu \nu }-{\textstyle 1 \over 2}R\,g_{\mu \nu }+\Lambda \ g_{\mu \nu }={\frac {8\pi G}{c^{4}}}\,T_{\mu \nu }}
حيث {\displaystyle g_{\mu \nu }} هي مترية الزمكان. تتيح الحلول متوحدة الخواص والمتجانسة لهذه المعادلات المحسَّنة، حلول فريدمان-لوميتر-روبرتسون-ووكر، للفيزيائيين بأن يصمموا الكون الذي تطور على مدار الـ14 مليار سنة الماضية من مرحلة الانفجار العظيم الساخنة. فبمجرد أن يتم ترسيخ عددًا صغيرًا من الوسائط (على سبيل المثال، متوسط كثافة المادة للكون) من خلال الرصد الفلكي، سوف يمكن استخدام مزيد من بيانات الرصد لوضع النماذج في الاختبار. التنبؤات، وكلها ناجحة، تشمل الوفرة الأولية للعناصر الكيميائية التي تكونت في فترة التخليق النووي البدائي، والتركيب البنيوي واسع النطاق للكون، والوجود والخصائص لـ"الصدى الحراري" من الكون المبكر؛ الإشعاع الخلفي الكوني.
يتيح الرصد الفلكي لمعدَّل التوسع الكوني بتقدير المقدار الكلّي للمادة في الكون، على الرغم من أن طبيعة هذه المادة تظل غامضة جزئيًا. ويبدو أن حوالي 90% من جميع المواد هي مادة مظلمة، والتي لها كتلة (أو تأثير جذبوي مكافئ) لكنها لا تتفاعل كهرومغناطيسيًا، وبالتالي لا يمكن رصدها مباشرةً. لا يوجد وصف مقبول بشكل عام لهذا النوع الجديد من المادة في إطار فيزياء الجسيمات المعروفة أو غير ذلك. تُظهر الأدلة الرصدية من مسوحات الانزياح نحو الأحمر للمستعرات العظمى البعيدة وقياسات الإشعاع الخلفي الكوني أيضًا أن تطور كوننا تأثر بشكل كبير بثابت كوني ينتج عنه تسارع في التوسع الكوني أو، بشكل مكافئ، من خلال شكل من الطاقة له معادلة حالة غير عادية، معروفة باسم الطاقة المظلمة، حيث أن طبيعتها تبقى غير واضحة.
تم افتراض التضخم الكوني سنة 1980، وهي مرحلة إضافية من التوسع المتسارع بقوة في الأزمنة الكونية حول 10−33 ثوانٍ، من أجل حساب عدة عمليات رصد محيرة لم تفسرها النماذج الكلاسيكية، مثل التجانس المثالي تقريبًا للإشعاع الخلفي الكوني. أدت القياسات الحديثة للإشعاع الخلفي الكوني إلى أول دليل على هذا السيناريو. ورغم ذلك، هناك مجموعة مذهلة من السيناريوهات التضخمية المحتمَلة والتي لا يمكن أن تُقيَّد من خلال الرصد الحالي. وحتى السؤال الأكبر الذي هو فيزياء الكون الأقدم، قبل مرحلة التضخم وبالقرب من حيث ما تنبأت النماذج الكلاسيكية بتفرد الانفجار العظيم. تتطلب الإجابة الموثوقة نظرية كاملة للجاذبية الكمية، والتي لم يتم تطويرها بعد. (انظر القسم الجاذبية الكمية أدناه).

### السفر عبر الزمن
أظهر كورت جودل أن هناك حلولًا لمعادلات أينشتاين التي تحتوي على منحنيات شبيه زمنية مغلقة، والتي تسمح بوجود الحلقات في الزمن. الحلول تتطلب ظروفًا فيزيائية متطرفة ليس من المرجح أن تحدث على الإطلاق في الممارسات، ويبقى السؤال مفتوحًا عما إذا كانت قوانين الفيزياء الإضافية ستقضي عليها تمامًا. ومنذ ذلك الحين، تم العثور على حلول - غير عملية أيضًا - تحتوي على منحنيات شبيه زمنية مغلقة، مثل أسطوانة تيپلر والثقوب الدودية القابلة للعبور.

## مفاهيم متقدمة

### البنية السببية والهندسة العالمية

مخطط پنروز-كارتر لكون مينكوفسكي اللانهائي.

في النسبية العامة، لا يمكن لأي جسم مادي اللحاق أو تجاوز نبضة الضوء. لا يمكن لتأثير من الحدث A أن يصل إلى أي موقع آخر X قبل إرسال الضوء من A إلى X. ونتيجة لذلك، فإن استكشاف جميع الخطوط الضوئية العالمية (الجيوديسية العدمية) يعطي معلومات أساسية حول البنية السببية للزمكان. يمكن عرض هذه البنية باستخدام مخططات پنروز-كارتر التي تقلصت فيها المساحات الكبيرة غير المحدودة للمكان والفترات الزمنية اللانهائية ("ضُغِطَت") لكي تناسب الخريطة المحدودة، بينما الضوء لا يزال يسافر على طول الخطوط القُطرية كما هو الحال في مخططات الزمكان القياسية.
وبادراكهم لأهمية البنية السببية، طور روجر پنروز وآخرون ما تُعرف بالهندسة العالمية. وفي الهندسة العالمية، موضوع الدراسة ليس حلًا معينًا (أو مجموعة من الحلول) لمعادلات أينشتاين. وبدلًا من ذلك، تُستخدم العلاقات التي لا تزال صحيحة بالنسبة لجميع الجيوديسيات، مثل معادلة رايتشاودري، وافتراضات إضافية غير محددة حول طبيعة المادة (عادةً ما تكون في صورة حالات من الطاقة) لاستخراج نتائج عامة.

### الآفاق
باستخدام الهندسة العالمية، يمكن لبعض الزمكانات أن تُظهر أنها تحتوي على حدود تُسمى الآفاق، والتي تضع حدودًا تفصل منطقة واحدة عن بقية الزمكان. أفضل الأمثلة المعروفة هي الثقوب السوداء: إذا تم ضغط كتلة في منطقة مضغوطة من المكان (كما هو محدَّد في حدسية الطوق، فإن مقياس الطول ذو الصلة هو نصف قطر شڤاتسشيلت)، لا يمكن للضوء في الداخل أن يهرب إلى الخارج. وبما أنه لا يمكن لأي جسم أن يتجاوز نبضة الضوء، فإن جميع الأجسام الداخلية تُحبَس في الداخل أيضًا. ولا يزال المرور من الخارج إلى الداخل ممكنًا، مما يدل على أن الحدود، وهي أفق الثقب الأسود، ليست حاجزًا ماديًا.

الإرجوسفير لثقب أسود دوار، والذي يلعب دورًا رئيسيًا عندما يتعلق الأمر باستخراج الطاقة من هذا الثقب الأسود.

اعتَمدت الدراسات المبكرة للثقوب السوداء على حلول واضحة لمعادلات أينشتاين، وبشكل خاص حل شڤاتسشيلت المتناظر كرويًا (يُستخدَم لوصف الثقب الأسود الساكن) وحل كير المتناسق مع المحور (يُستخدَم لوصف الثقب الأسود الدوار والمستقر، وتقديم سمات مثيرة للاهتمام مثل الإرجوسفير). وباستخدام الهندسة العالمية، كشفت الدراسات اللاحقة عن خصائص عامة للثقوب السوداء. فهي مع الوقت تصبح أجسامًا بسيطة نوعًا ما تتميز بأحد عشر وسيطًا محددًا: الشحنة الكهربائية والكتلة-الطاقة والزخم الخطي والزخم الزاوي والموقع في وقت محدَّد. ذُكِر هذا في مبرهنات تفردية الثقوب السوداء: "الثقوب السوداء ليس لديها شَعر"، فلا علامات مميَّزة مثل تسريحات شعر البشر. وبصرف النظر عن تعقيد جسم جذبوي ينهار ليُكَوِّن ثقبًا أسودًا، فإن الجسم الناتج (يبعث موجات ثقالية) هو بسيط للغاية.
هناك مجموعة عامة من القوانين المعروفة بالديناميكا الحرارية للثقب الأسود، والتي تتشابه مع قوانين الديناميكا الحرارية. على سبيل المثال، بحسب القانون الثاني لميكانيكا الثقب الأسود فإن مساحة أفق الحدث لثقب أسود عام لن تتناقص بمرور الزمن، على غرار إنتروپيا النظام الديناميكي الحراري. وهذا يحد من الطاقة التي يمكن استخراجها بالوسائل الكلاسيكية من ثقب أسود دوار (مثل عملية پنروز). هناك أدلة قوية على أن قوانين ميكانيكا الثقب الأسود هي في الواقع مجموعة فرعية من قوانين الديناميكا الحرارية، وأن مساحة الثقب الأسود متناسبة مع إنتروپياتها. وهذا يؤدي إلى تعديل القوانين الأصلية لميكانيكا الثقب الأسود: على سبيل المثال، بما أن القانون الثاني لميكانيكا الثقب الأسود يصبح جزءًا من القانون الثاني للديناميكا الحرارية، فإنه من الممكن أن تتناقص مساحة الثقب الأسود، طالما أن العمليات الأخرى تضمن هذا، وبشكل عام فإن الإنتروپيا تتزايد. كما أجسام الديناميكا الحرارية ذات درجة حرارة غير صفرية، فإن الثقوب السوداء يجب أن تبعث إشعاعًا حراريًا. وتشير الحسابات شبه الكلاسيكية إلى أنها تفعل ذلك بالفعل. حيث تلعب الجاذبية السطحية دور درجة الحرارة في قانون پلانك، ويُعرف هذا الإشعاع بإشعاع هوكينج (انظر قسم نظرية الكم أدناه).
هناك أنواع أخرى من الآفاق، ففي الكون المتوسع، قد يجد المراقِب أن بعض مناطق الماضي لا يمكن رصدها (أفق الجسيمات)، وأن بعض مناطق المستقبل لا يمكن أن تتأثر (أفق الحدث). وحتى في مكان مينكوفسكي المسطح، عندما يتم وصفه من قِبل مراقب متسارع (إحداثيات ريندلر)، ستكون هناك آفاق مرتبطة بإشعاع شبه كلاسيكي يُعرف بإشعاع أونرو.

### التفردات
هناك ميزة أخرى للنسبية العامة هي ظهور حدود الزمكان المعروفة بالتفردات. يمكن استكشاف الزمكان من خلال متابعة جيوديسيات شبيه الزمن وشبيه الضوء - كل الطرق الممكنة التي يمكن أن يسافر بها الضوء والجسيمات في السقوط الحر، ولكن بعض حلول معادلات أينشتاين لديها "حواف شعثاء" - وهي مناطق تُعرف باسم التفردات الزمكانية، حيث تنتهي مسارات الضوء والجسيمات المتساقطة بشكل مفاجئ، وتصبح الهندسة غير محددَّة ومبهَمة. وفي الحالات الأكثر إثارة للاهتمام، هذه هي "تفردات الانحناء"، حيث أن الكميات الهندسية التي تميز انحناء الزمكان، مثل كمية ريكي اللامُتَّجِهة، تأخذ قيمًا لانهائية. من الأمثلة المعروفة جيدًا للزمكانات ذات التفردات المستقبلية - حيث تنتهي خطوط العالم - حل شڤاتسشيلت، الذي يصف التفرد بداخل ثقب أسود ساكن أبدي، أو حل كير ذو التفرد حلقي الشكل بداخل ثقب أسود دوار أبدي. حلول فريدمان-لوميتر-روبرتسون-ووكر وغيرها من الزمكانات التي تصف الأكوان لديها تفردات ماضية حيث تبدأ خطوط العالم، أي تفردات الانفجار العظيم، وبعضها لديها تفردات مستقبلية (الانسحاق العظيم) أيضًا.
بالنظر إلى أن هذه الأمثلة جميعًا متناظرة تقريبًا - وبالتالي مبسطة - فمن المغري أن نستخلص أن حدوث التفردات هو تحفة من إضفاء المثالية. إن مبرهنات التفرد الشهيرة، التي تم اثباتها باستخدام الهندسة العالمية، تقول بطريقة مختلفة: التفردات هي خصائص عامة للنسبية العامة، ولا يمكن تجنبها بمجرد أن انهيار جسم له خصائص مادة حقيقية قد تجاوز مرحلة معينة وكذلك عند بداية درجة واسعة من الأكوان المتوسعة. ورغم ذلك، فإن المبرهنات لا تقول إلا القليل عن خصائص التفردات، والكثير من الأبحاث الحالية مكرسة لوصف البنية العامة لهذه الكيانات (تم افتراضها على سبيل المثال من قِبل حدسية بي كيه إل). تذكر فرضية الرقابة الكونية أن جميع التفردات الحقيقية المستقبلية (لا تناظر مثالي، المادة ذات الخصائص الحقيقية) هي مخفية بأمان وراء أفق، وبالتالي هي غير مرئية لجميع المراقِبين البعيدين. على الرغم من عدم وجود دليل رسمي بعد، فإن المحاكاة العددية تقدم أدلة داعمة على صحتها.

### معادلات التطور
كل حل من معادلات أينشتاين يشمل تاريخ الكون كله، وليس مجرد لمحة عن كيف تكُون الأشياء، ولكن في المجمل، ربما يكون مليئًا بالمادة، والزمكان. وتصف حالة المادة والهندسة في كل مكان وفي كل لحظة في هذا الكون بالتحديد. ونظرًا لتغايره العام، لا تكفي نظرية أينشتاين وحدها لتحديد التطور الزمني للموتر المتري، ولابد أن يتم دمجها مع شروط الإحداثيات، والتي هي مماثلة لمقياس التثبيت في نظريات الحقول الأخرى.
ومن أجل فهم معادلات أينشتاين كمعادلات تفاضلية جزئية، من المفيد صياغتها بطريقة تصف تطور الكون بمرور الزمن. وذلك يتم في تركيبات "3+1"، حيث يتم تقسيم الزمكان إلى ثلاث أبعاد مكانية وبُعد واحد للزمن. المثال الأكثر شهرة هو شكلية أيه دي إم. تُظهر هذا التحللات أن معادلات تطور الزمكان للنسبية العامة هي حسنة التصرف: الحلول موجودة دائمًا، ويتم تعريفها بشكل فريد، بمجرد أن يتم تحديد الشروط الأولية المناسبة. وهذه الصيغ من معادلات حقل أينشتاين هي أساس النسبية العددية.

### الكميات العالمية وشبه المحلية
يرتبط مفهوم معادلات التطور ارتباطًا وثيقًا بجانب آخر من فيزياء النسبية العامة. ففي نظرية أينشتاين، تبيَّن أنه من المستحيل إيجاد تعريف عام لخاصية تبدو بسيطة مثل الكتلة الكلية للنظام (أو الطاقة). السبب الرئيسي هو أن حقل الجاذبية - مثل أي حقل فيزيائي - يجب أن يرجع إلى طاقة معينة، ولكن ثبت أنه من المستحيل بشكل أساسي حصر تلك الطاقة.
ومع ذلك، فهناك إمكانيات لتحديد الكتلة الكلية للنظام، إما باستخدام "مراقِب بعيد لانهائي" افتراضي (كتلة أيه دي إم) أو تناظر مناسب (كتلة كومار). إذا تم استثناء الطاقة التي يتم نقلها إلى ما لانهاية عن طريق الموجات الثقالية من الكتلة الكلية للنظام، فإن النتيجة هي (كتلة بوندي) عند لانهاية العدم. كما هو الحال في الفيزياء الكلاسيكية، حيث يمكن إثبات أن هذه الكتل إيجابية. توجد تعريفات عالمية لزخم الحركة والزخم الزاوي. كان هناك أيضًا عدد من المحاولات لتحديد الكميات شبه المحلية، مثل كتلة النظام المعزول المصوَّغة باستخدام كميات فقط بداخل منطقة محدودة من المكان تحوي ذلك النظام. ويبقى الأمل في الحصول على كمية مفيدة للبيانات العامة حول النظم المعزولة، مثل صياغة أكثر دقة لحدسية الطوق.

## العلاقة مع نظرية الكم
إذا اعتُبرت النسبية العامة إحدى الركيزتين الأساسيتين للفيزياء الحديثة، فإن نظرية الكم، وهي أساس فهم المادة من الجسيمات الأولية إلى فيزياء الحالة الصلبة، ستكون هي الركيزة الأخرى. ومع ذلك، فإن كيفية توفيق نظرية الكم مع النسبية العامة لا تزال مسألة مفتوحة.

### نظرية المجال الكمي في الزمكان المنحني
تم تعريف نظريات الحقل الكمي، التي تُكوِّن أساس فيزياء الجسيمات الأولية الحديثة، في مكان مينكوفسكي المسطح، وهو تقدير تقريبي ممتاز عندما يتعلق الأمر بوصف سلوكيات الجسيمات المجهرية في حقول الجاذبية الضعيفة مثل هذه الموجودة على الأرض. من أجل وصف المواقف التي تكون فيها الجاذبية قوية بشكل كافي للتأثير على المادة (الكَميَّة)، لكنها ليست قوية بما يكفي لكي تتطلب التكمية نفسها، وقد قام الفيزيائيين بصياغة نظريات المجال الكمي في الزمكان المنحني. هذه النظريات تعتمد على النسبية العامة لوصف خلفية الزمكان المنحني، وتعريف نظرية الحقل الكمي المُعمَّم لوصف سلوك المادة الكمية بداخل هذا الزمكان. وباستخدام هذه الشكليات، يمكن إظهار أن الثقوب السوداء تبعث طيفًا أسود الجسم من الجسيمات المعروفة بإشعاع هوكينج وهو ما يؤدي إلى إحتمالية تبخرها مع مرور الوقت. وكما ذُكِر بإيجاز أعلاه، يلعب هذا الإشعاع دورًا مهمًا في الديناميكا الحرارية للثقوب السوداء.

### الجاذبية الكمية
يشير الطلب على الاتساق بين الوصف الكمي للمادة والوصف الهندسي للزمكان، وكذلك ظهور التفردات (حيث تصبح مقاييس طول الانحناء مجهرية)، إلى الحاجة إلى نظرية كاملة للجاذبية الكمية: للحصول على وصفٍ كافٍ لداخل الثقب الأسود، وللكون المبكر للغاية، هناك حاجة إلى نظرية تُوصَف فيها الجاذبية والهندسة المرتبطة بها للزمكان في لغة الفيزياء الكمية. وعلى الرغم من الجهود الكبيرة المبذولة، لا توجد حاليًا نظرية كاملة معروفة ومتسقة للجاذبية الكمية، على الرغم من وجود عدد من النظريات المرشَّحة الواعدة.

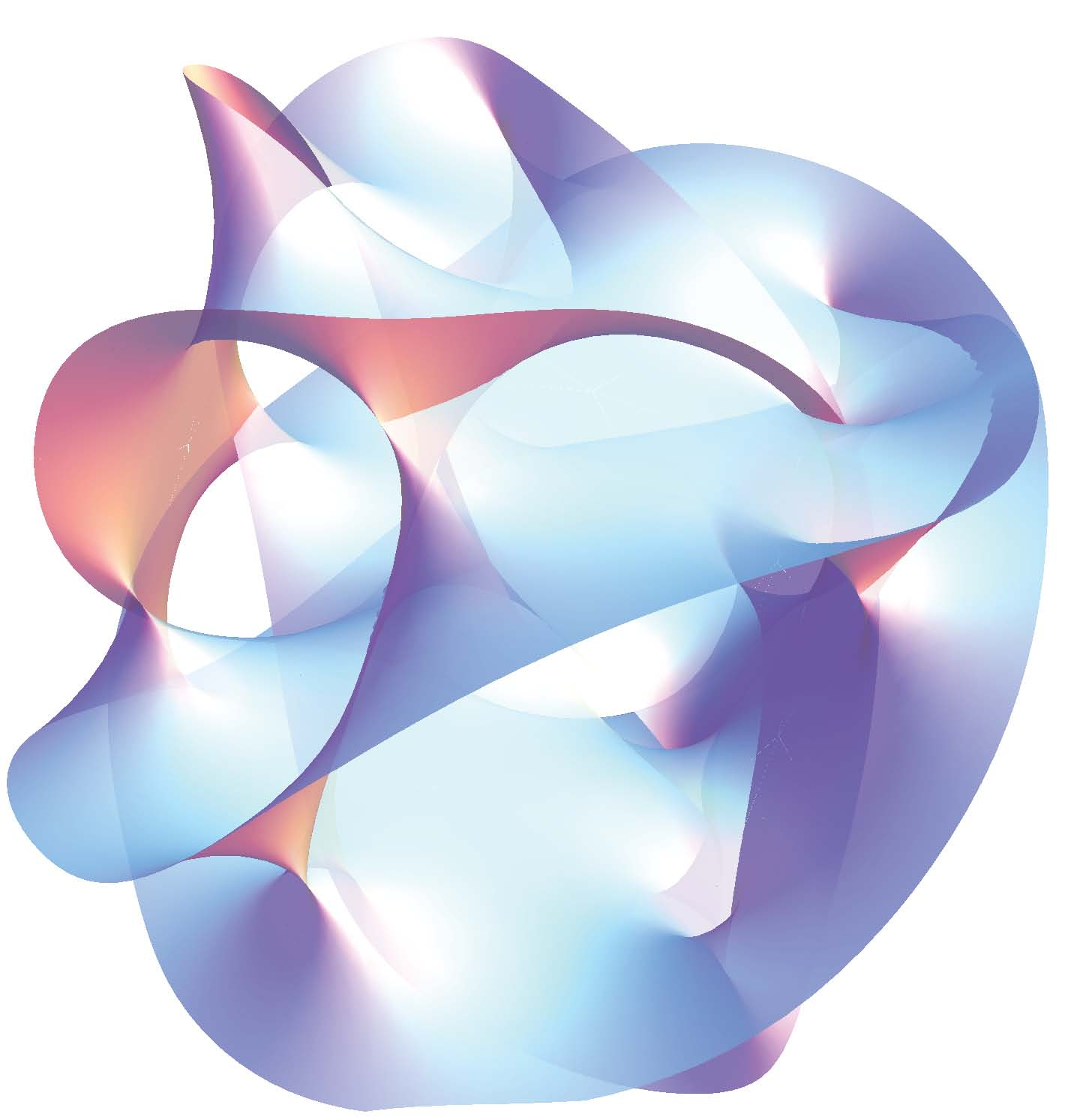
إسقاط متعدد شعب كلابي-ياو، إحدى طرق ضغط الأبعاد الإضافية التي تطرحها نظرية الأوتار.

أدت محاولات تعميم نظريات الحقول العادية المستخدَمة في فيزياء الجسيمات الأولية لوصف التفاعلات الأساسية لكي تشمل الجاذبية إلى مشاكل خطيرة. وقد حاجج البعض بأن هذا النهج أثبت نجاحًا في الطاقات المنخفضة، حيث أنه ينتج نظرية مقبولة فعالة (كمية) في حقل الجاذبية. ورغم ذلك، وفي الطاقات المرتفعة للغاية، تكون النتائج الاضطرابية متباعدة إلى حد كبير وتؤدي إلى نماذج مجردة من القدرة التنبؤية ("عدم إعادة تطبيع اضطرابية").

شبكة لَفِّية بسيطة من نوع مستخدَم في حلقة الجاذبية الكمية.

واحدة من المحاولات من أجل التغلب على هذه القيود هي نظرية الأوتار، وهي نظرية كمية ليست للجسيمات النقطية، لكنها للأجسام الممتدة الدقيقة أحادية البُعد. النظرية تَعِدْ بأن تكون وصفًا موحَّدًا لجميع الجسيمات والتفاعلات، بما في ذلك الجاذبية؛ والثمن الذي يجب دفعه هو سمات غير عادية مثل ستة أبعاد إضافية للمكان تُضاف إلى الثلاثة المعتادة. في ما يُطلق عليه ثورة الأوتار الفائقة الثانية، كان حدسيًا أن كل من نظرية الأوتار وتوحيد النسبية العامة والتناظر الفائق المعروفين باسم الجاذبية الفائقة يشكلان جزءًا من نموذج مفترَض ذو أحد عشر بُعدًا يُعرف بنظرية-إم، والتي يمكن أن تشكل نظرية فريدة ومتسقة للجاذبية الكمية.
نهج آخر يبدأ مع إجراءات التكمية المقنَّنة لنظرية الكم، باستخدام الصيغة-الأولية-لقيمة النسبية العامة (انظر معادلات التطور أعلاه)، تكون النتيجة هي معادلة ويلر-ديويت (هي نظير لمعادلة شرودنجر) والتي تَبيَّن للأسف أنها غير محددَّة بدون قطع مناسب للأشعة فوق البنفسجية (شبيكة). ومع ذلك، مع تقديم ما يُعرف الآن بمتغيرات أشتكار. هذا يؤدي إلى نموذج واعد يُعرف بالجاذبية الكمية الحلقية. يُمثل المكان بنية تشبه شبكة الويب تدعى الشبكة اللَّفِية، والتي تتطور بمرور الوقت بخطوات منفصلة.
اعتمادًا على أي سمات للنسبية العامة ونظرية الكم المقبولة دون تغيير، وعلى أي مستوى يتم إدخال التغييرات، هناك العديد من المحاولات الأخرى للتوصل إلى نظرية قابلة للتطبيق للجاذبية الكمية، بعض الأمثلة هي نظرية الشبيكة القائمة على نهج المسار المتكامل لفايمان وتفاضل وتكامل ريجي، والتثليثات الديناميكية، والمجموعات السببية، ونماذج اللاويات، أو النماذج المبنية على المسار المتكامل لعلم الكون الكمي.
لا تزال جميع النظريات المرشَّحة تعاني من مشاكل شكلية ومفاهيمية كبيرة يجب التغلب عليها. وهي تواجه أيضًا المشكلة الشائعة بأنه لا توجد حتى الآن طريقة لوضع تنبؤات الجاذبية الكمية في الاختبارات التجريبية (وبالتالي الاختيار بين المرشَّحين حيث تختلف تنبؤاتهم)، على الرغم من أنه يوجد أمل لهذا بأن يتغير مثل أن يصبح من المتاح تَغيَُر البيانات المستقبلية من قِبل الرصد الكوني وتجارب فيزياء الجسيمات.

## الحالة الحالية

رصد الموجات الثقالية من الثقب الأسود الثنائي GW150914.

برزت النسبية العامة كنموذج ناجح للغاية للجاذبية وعلم الكون، والتي اجتازت حتى الآن العديد من الاختبارات الرصدية والتجريبية. ومع ذلك، هناك مؤشرات قوية على أن النظرية غير مكتمَلة. فلا تزال مشكلة الجاذبية الكمية ومسألة حقيقة تفردات الزمكان مفتوحة. وقد تشير بيانات الرصد التي يتم أخذها كدليل على الطاقة المظلمة والمادة المظلمة إلى الحاجة إلى فيزياء جديدة. وحتى لو أخذناها كما هي، فإن النسبية العامة غنية بإمكانيات لمزيد من الاستكشاف. يسعى النسبيون الرياضيون لفهم طبيعة خصائص التفردات والخصائص الأساسية لمعادلات أينشتاين، بينما يدير النسبيون العدديون عمليات محاكاة كمپيوترية تزداد قوة (مثل تلك التي تصف اندماج الثقوب السوداء). وفي فبراير 2016، تم الإعلان عن وجود موجات ثقالية تم الكشف عنها بشكل مباشر من قِبل فريق ليجو في 14 سبتمبر 2015. وبعد قرن من تقديمها، تظل النسبية العامة مجالًا نشطًا للغاية للأبحاث.

## الملاحظات
1. ↑  Pais 1982، الفصول من 9 إلى 15، Janssen 2005؛ مجموعة من الأبحاث الحالية، متضمنة إعادة طباعة العديد من المقالات الأصلية، هي Renn 2007؛ يمكن الاطلاع على نظرة عامة في Renn 2005، ص. 110 وما يليها. أوراق أينشتاين الأصلية موجودة في Digital Einstein، المجلدان 4 و6. مقال رئيسي مبكر هو Einstein 1907، راجع Pais 1982، الفصل 9. المنشور الذي يُظهر معادلات الحقل هو Einstein 1915، راجع Pais 1982، الفصول 11-15
2. ↑  Schwarzschild 1916a، Schwarzschild 1916b ،Reissner 1916 (يُستكملان لاحقًا في Nordström 1918)
3. ↑  Einstein 1917، راجع Pais 1982، الفصل 15e
4. ↑  مقالة هابل الأصلية هي Hubble 1929؛ نظرة عامة يمكن الوصول إليها في Singh 2004، الفصول 2-4
5. ↑  كما ذُكِر في Gamow 1970. إدانة أينشتاين يثبت أنها سابقة لأوانها، قارن بالقسم علم الكون، أدناه
6. ↑  Pais 1982، ص. 253-254
7. ↑  Kennefick 2005، Kennefick 2007
8. ↑  Pais 1982، الفصل 16
9. ↑  Israel 1987، الفصول 7.8-7.10، Thorne 1994، الفصول 3-9
10. ↑  القسم علم الكون والمراجع فيه، التطور التاريخي هو في Overbye 1999
11. ↑  Landau & Lifshitz 1975، ص. 228 "...النظرية العامة للنسبية...التي أسسها أينشتاين وتمثل على الأرجح أجمل النظريات الفيزيائية الموجودة."
12. ↑  Wald 1984، ص. 3
13. ↑  Rovelli 2015، ص. 1-6 "النسبية العامة ليست مجرد نظرية فيزيائية جميلة بشكل غير عادي توفر أفضل وصف للتفاعل الجذبوي لدينا حتى الآن. إنها أكثر من ذلك."
14. ↑  Chandrasekhar 1984، ص. 6
15. ↑  Engler 2002
16. ↑  الشرح التالي يعيد تتبع ذلك Ehlers 1973، القسم 1
17. ↑  Arnold 1989، الفصل 1
18. ↑  Ehlers 1973، ص. 5 وما يليها
19. ↑  Will 1993، القسم 2.4، Will 2006، القسم 2
20. ↑  Wheeler 1990، الفصل 2
21. ↑  Ehlers 1973، القسم 1.2، Havas 1964، Künzle 1972. تم وصف تجربة التفكير البسيطة في المسألة أولًا في Heckmann & Schücking 1959
22. ↑  Ehlers 1973، ص. 10 وما يليها
23. ↑  مقدمات جيدة من أجل زيادة المعرفة المفترضة للرياضيات Giulini 2005، Mermin 2005، وRindler 1991؛ لحسابات التجارب الدقيقة راجع الجزء IV في Ehlers & Lämmerzahl 2006
24. ↑  يمكن العثور على مقارنة متعمقة بين مجموعتي التناظر في Giulini 2006
25. ↑  Rindler 1991، القسم 22، Synge 1972، الفصلان 1 و2
26. ↑  Ehlers 1973، القسم 2.3
27. ↑  Ehlers 1973، القسم 1.4، Schutz 1985، القسم 5.1
28. ↑  Ehlers 1973، ص. 17 وما يليها؛ يمكن الاطلاع على الاشتقاق في Mermin 2005، الفصل 12. للحصول على الأدلة التجريبية، قارن بالقسم تمدد الزمن الثقالي وتحوُّل التردد، أدناه
29. ↑  Rindler 2001، القسم 1.13؛ للحصول على الحساب الأولي انظر Wheeler 1990، الفصل 2؛ ورغم ذلك، هناك بعض الاختلافات بين النسخة الحديثة ومفهوم أينشتاين الأصلي المستخدَم في الاشتقاق التاريخي للنسبية العامة، راجع Norton 1985
30. ↑  Ehlers 1973، القسم 1.4 للاطلاع على الدليل التجريبي، انظر القسم انحراف الضوء وتأخير الزمن الثقالي. إن اختيار اتصال مختلف مع التواء غير صفري يؤدي إلى نظرية معدَّلة تُعرف بنظرية أينشتاين-كارتان
31. ↑  Ehlers 1973، ص. 16، Kenyon 1990، القسم 7.2، Weinberg 1972، القسم 2.8
32. ↑  Ehlers 1973، ص. 19-22؛ للاطلاع على مشتقات مماثلة، انظر القسمين 1 و2 في الفصل 7 في Weinberg 1972. موتر أينشتاين هو الموتر الوحيد الخالي من التباعد الذي هو دالة للمعاملات المترية، ومشتقاتها الأولى والثانية على الأكثر، ويسمح بوجود الزمكان الخاص بالنسبية الخاصة كحل في ظل غياب مصادر الجاذبية، راجع Lovelock 1972. إن الموترات على كلا الجانبين هي من المرتبة الثانية، أي يمكن اعتبار كل منها مترية 4×4، كل منها يحتوي على عشر مصطلحات مستقلة، وبالتالي، المذكور أعلاه يمثل عشر معادلات مقترنة. والحقيقة أنه نتيجة للعلاقات الهندسية المعروفة بمطابقات بيانكي، فإن موتر أينشتاين يرضي أربعة مطابقات إضافية وهذا يقلص العدد إلى ستة معادلات مستقلة، على سبيل المثال Schutz 1985، القسم 8.3
33. ↑  Kenyon 1990، القسم 7.4
34. ↑  Brans & Dicke 1961، Weinberg 1972، القسم 3 في الفصل 7، Goenner 2004، القسم 7.2، وTrautman 2006، على التوالي
35. ↑  Wald 1984، الفصل 4،
Weinberg 1972، الفصل 7 أو، في الواقع، أي كتاب دراسي آخر عن النسبية العامة
36. ↑  على الأقل تقريبًا، راجع Poisson 2004
37. ↑  Wheeler 1990، ص. xi
38. ↑  Wald 1984، القسم 4.4
39. ↑  Wald 1984، القسم 4.1
40. ↑  لمعرفة الصعوبات (المفاهيمية والتاريخية) في تحديد المبدأ العام للنسبية وفصلها عن مفهوم التغاير العام، انظر Giulini 2007
41. ↑  القسم 5 في الفصل 12 في Weinberg 1972
42. ↑  فصول تمهيدية من Stephani et al. 2003
43. ↑  عرض يوضح معادلة أينشتاين في السياق الأوسع في المعادلات التفاضلية الجزئية ذات الأهمية الفيزيائية هو Geroch 1996
44. ↑  للحصول على معلومات أساسية وقائمة من الحلول، راجع Stephani et al. 2003؛ يمكن الاطلاع على عرض أحدث في MacCallum 2006
45. ↑  Chandrasekhar 1983، الفصول 3،5،6
46. ↑  Narlikar 1993، الفصل 4، القسم 3.3
47. ↑  يمكن الاطلاع على وصف مختصَر لهذه الحلول الإضافية المثيرة للاهتمام في Hawking & Ellis 1973، الفصل 5
48. ↑  Lehner 2002
49. ↑  على سبيل المثال Wald 1984، القسم 4.4
50. ↑  Will 1993، القسمان 4.1 و4.2
51. ↑  Will 2006، القسم 3.2، Will 1993، الفصل 4
52. ↑  Rindler 2001، ص. 24-26 مقابل ص. 236-237 وOhanian & Ruffini 1994، ص. 164-172. اشتق أينشتاين هذه الآثار باستخدام مبدأ التكافؤ في وقت مبكر سنة 1907، راجع Einstein 1907 والوصف في Pais 1982، ص. 196-198
53. ↑  Rindler 2001، ص. 24-26؛ Misner, Thorne & Wheeler 1973، § 38.5
54. ↑  تجربة پاوند-ريبكا، انظر Pound & Rebka 1959، Pound & Rebka 1960؛ Pound & Snider 1964؛ توجد قائمة من التجارب الإضافية في Ohanian & Ruffini 1994، الجدول 4.1 في ص. 186
55. ↑  Greenstein, Oke & Shipman 1971؛ تم نشر قياسات الشعرى اليمانية ب الأحدث والأدق في Barstow, Bond et al. 2005.
56. ↑  بدءًا من تجربة هافيليه - كيتينج، Hafele & Keating 1972a وHafele & Keating 1972b، وبلغت ذروتها في تجربة مسبار الجاذبية A، يمكن الاطلاع على نظرة عامة على التجارب في Ohanian & Ruffini 1994، الجدول 4.1 في ص. 186
57. ↑  يتم اختبار الجي پي إس بشكل مستمر من خلال مقارنة الساعات الذرية على الأرض مع الموجودة على متن الأقمار الصناعية، من أجل حساب التأثيرات النسبوية، انظر Ashby 2002 وAshby 2003
58. ↑  Stairs 2003 وKramer 2004
59. ↑  يمكن الاطلاع على النظرات العامة في القسمين 2.1. من Will 2006; Will 2003، ص. 32-36; Ohanian & Ruffini 1994، القسم 4.2
60. ↑  Ohanian & Ruffini 1994، ص. 164-172
61. ↑  راجع Kennefick 2005 للاطلاع على القياسات المبكرة الكلاسيكية التي قامت بها بعثات أرثر إدنجتون. للاطلاع على نظرة عامة لمزيد من القياسات الحديثة، انظر Ohanian & Ruffini 1994، الفصلين 4.3. للاطلاع على أدق عمليات الرصد الحديثة المباشرة باستخدام الكويزرات، راجع Shapiro et al. 2004
62. ↑  هذه ليست بديهية مستقلة؛ إذ يمكن اشتقاقها من معادلات أينشتاين ولاجرانجيان ماكسويل باستخدام تقريب دبليو كيه بي، راجع Ehlers 1973، القسم 5
63. ↑  Blanchet 2006، القسم 1.3
64. ↑  Rindler 2001، القسم 1.16; من أجل أمثلة تاريخية، Israel 1987، ص. 202-204; وفي الواقع، نشر أينشتاين أحد هذه الاشتقاقات كـ Einstein 1907. تفترض هذه الحسابات ضمنيًا أن هندسة المكان هي إقليدية، راجع Ehlers & Rindler 1997
65. ↑  من نقطة استشراف نظرية أينشتاين، تأخذ هذه الاشتقاقات في الاعتبار تأثير الجاذبية على الزمن، ولكن ليس آثارها على اعوجاج المكان، راجع Rindler 2001، القسم 11.11
66. ↑  من أجل حقل الجاذبية للشمس باستخدام إشارات الرادار المنعكسة من الكواكب مثل الزهرة وعطارد، راجع Shapiro 1964، Weinberg 1972، الفصل 8، القسم 7; للإشارات المرسَلة بنشاط من قِبل المسابر الفضائية (قياسات الترانسپوندر)، راجع Bertotti, Iess & Tortora 2003; للاطلاع على نظرة عامة، انظر Ohanian & Ruffini 1994، الجدول 4.4 في ص. 200; لمزيد من القياسات الحديثة باستخدام الإشارات المستقبَلة من نباض يعد جزءًا من نظام ثنائي، حقل الجاذبية الذي يتسبب في تأخير الزمن هو يرجع إلى النباض الآخر، راجع Stairs 2003، القسم 4.4
67. ↑  Will 1993، القسمان 7.1 و7.2
68. ↑  تحتوي معظم الكتب الدراسية المتقدمة عن النسبية العامة على وصف لهذه الخصائص، على سبيل المثال Schutz 1985، الفصل 9
69. ↑  على سبيل المثال Jaranowski & Królak 2005
70. ↑  Rindler 2001، الفصل 13
71. ↑  Gowdy 1971، Gowdy 1974
72. ↑  انظر Lehner 2002 للاطلاع على مقدمة مختصرة عن أساليب النسبية العددية، وSeidel 1998 للعلاقة مع علم فلك الموجات الثقالية
73. ↑  Schutz 2003، ص. 48-49، Pais 1982، ص. 253-254
74. ↑  Rindler 2001، القسم 11.9
75. ↑  Will 1993، ص. 177-181
76. ↑  نتيجة لذلك، في وسائط شكليات ما بعد نيوتن، تحدد قياسات هذا التأثير مجموعة خطية من المصطلحين β وγ، راجع Will 2006، القسم 3.5 وWill 1993، القسم 7.3
77. ↑  القياسات الأكثر دقة هي قياسات VLBI لمواقع الكواكب، انظر Will 1993، الفصل 5، Will 2006، القسم 3.5، Anderson et al. 1992; وللاطلاع على نظرة عامة Ohanian & Ruffini 1994، ص. 406-407
78. ↑  Kramer et al. 2006
79. ↑  Stairs 2003، Schutz 2003، ص. 317-321، Bartusiak 2000، ص. 70-86
80. ↑  Weisberg & Taylor 2003; من أجل اكتشاف النباض، انظر Hulse & Taylor 1975; ومن أجل الدليل الأولي للإشعاع الثقالي، انظر Taylor 1994
81. ↑  Kramer 2004
82. ↑  Penrose 2004، §14.5، Misner, Thorne & Wheeler 1973، §11.4
83. ↑  Weinberg 1972، القسم 9.6، Ohanian & Ruffini 1994، القسم 7.8
84. ↑  Bertotti, Ciufolini & Bender 1987، Nordtvedt 2003
85. ↑  Kahn 2007
86. ↑  يمكن الاطلاع على وصف المهمة في Everitt et al. 2001; تم تقديم أول تقييم لما بعد رحلة الطيران في Everitt, Parkinson & Kahn 2007; يمكن الاطلاع على مزيد من التحديثات على موقع المهمة Kahn 1996–2012.
87. ↑  Townsend 1997، القسم 4.2.1، Ohanian & Ruffini 1994، ص. 469-471
88. ↑  Ohanian & Ruffini 1994، القسم 4.7، Weinberg 1972، القسم 9.7; للاطلاع على عرض أحدث، انظر Schäfer 2004
89. ↑  Ciufolini & Pavlis 2004، Ciufolini, Pavlis & Peron 2006، Iorio 2009
90. ↑  من أجل الاطلاع على نظرة عامة لعدسة الجاذبية وتطبيقاتها، انظر Ehlers, Falco & Schneider 1992 وWambsganss 1998
91. ↑  للاطلاع على اشتقاق بسيط، انظر Schutz 2003، الفصل 23; راجع Narayan & Bartelmann 1997، القسم 3
92. ↑  جميع الصور المعروفة للعدسات يمكن الاطلاع عليها على صفحات مشروع (CASTLES)، Kochanek et al. 2007
93. ↑  Roulet & Mollerach 1997
94. ↑  Narayan & Bartelmann 1997، القسم 3.7
95. ↑  Barish 2005، Bartusiak 2000، Blair & McNamara 1997
96. ↑  Hough & Rowan 2000
97. ↑  Danzmann & Rüdiger 2003
98. ↑  Thorne 1995
99. ↑  Cutler & Thorne 2002
100. ↑  Miller 2002، المحاضرات 19 و21
101. ↑  Celotti, Miller & Sciama 1999، القسم 3
102. ↑  Springel et al. 2005 والملخص المصاحب Gnedin 2005
103. ↑  Blandford 1987، القسم 8.2.4
104. ↑  للاطلاع على الآلية الأساسية، انظر Carroll & Ostlie 1996، القسم 17.2; للاطلاع على المزيد عن الأنواع المختلفة للأجسام الفلكية المرتبطة بهذا، راجع Robson 1996
105. ↑  للاطلاع على عرض، انظر Begelman, Blandford & Rees 1984. بالنسبة لمِراقب بعيد، بعض هذه النفثات تبدو وكأنها تتحرك أسرع من الضوء؛ ومع ذلك، يمكن تفسير ذلك على أنه خداع بصري لا ينتهك مبادئ النسبية، انظر Rees 1966
106. ↑  لحالات نهاية النجوم راجع Oppenheimer & Snyder 1939 لأعمال عددية أحدث Font 2003، القسم 4.1; للمستعرات العظمى، فلا تزال هناك مشاكل كبيرة يتوجب حلها، راجع Buras et al. 2003; لمحاكاة التنامي وتَكوُّن النفثات راجع Font 2003، القسم 4.2. وأيضًا، يُعتقد أن التأثيرات العدسية الجذبوية تلعب دورًا في الإشارات المستقبَلة من نباضات الأشعة السينية، راجع Kraus 1998
107. ↑  الدليل يتضمن حدودًا بشأن الاكتناز من خلال رصد ظاهرة مُسيَّر التنامي ("سطوع إدنجتون")، انظر Celotti, Miller & Sciama 1999، إن عمليات رصد الديناميكية النجمية في مركز مجرة الطريق اللبني، راجع Schödel et al. 2003، والدلالات على أن بعض الأجسام المضغوطة على الأقل لا يبدو أن لها سطحًا صلبًا، حيث يمكن الاستنتاج من خلال فحص مُفجِّرات الأشعة السينية من قِبل الجسم المضغوط المركزي الذي هو إما نجمًا نيوترونيًا أو ثقبًا أسودًا؛ راجع Remillard et al. 2006 للاطلاع على نظرة عامة، Narayan 2006، القسم 5. إن عمليات رصد "ظِل" أفق الثقب الأسود المركزي لمجرة الطريق اللبني هو مسعى مُنْتظَر بفارغ الصبر، راجع Falcke, Melia & Agol 2000
108. ↑  Dalal et al. 2006
109. ↑  Barack & Cutler 2004
110. ↑  في الأصل Einstein 1917; راجع Pais 1982، ص. 285-288
111. ↑  Carroll 2001، الفصل 2
112. ↑  Bergström & Goobar 2003، الفصول 9-11; إن استخدام هذه النماذج له ما يبرره، من خلال حقيقة أنه على نطاقات واسعة تبلغ حوالي مائة مليون سنة ضوئية أو أكثر، يبدو أن كوننا متوحد الخواص ومتجانس بالفعل راجع Peebles et al. 1991
113. ↑  مثلًا مع بيانات WMAP، انظر Spergel et al. 2003
114. ↑  هذه الاختبارات تتضمن عمليات الرصد المنفصلة المفصلة أكثر على، انظر، على سبيل المثال، الشكل 2 في Bridle et al. 2003
115. ↑  Peebles 1966; للاطلاع على حساب حديث للتنبؤات، انظر Coc, Vangioni‐Flam et al. 2004; يمكن الاطلاع على حساب في Weiss 2006; قارن مع عمليات الرصد في Olive & Skillman 2004، Bania, Rood & Balser 2002، O'Meara et al. 2001، وCharbonnel & Primas 2005
116. ↑  Lahav & Suto 2004, Bertschinger 1998، Springel et al. 2005
117. ↑  Alpher & Herman 1948، يمكن الاطلاع على مقدمة پيداجوجية، انظر Bergström & Goobar 2003، الفصل 11; للكشف الأولي، انظر Penzias & Wilson 1965 وللقياسات الدقيقة بواسطة مراصد الأقمار الصناعية Mather et al. 1994 (COBE) وBennett et al. 2003 (WMAP). يمكن أن تكشف القياسات المستقبلية أيضًا عن أدلة حول الموجات الثقالية في الكون المبكر، هذه المعلومات الإضافية موجودة في استقطاب الإشعاع الخلفي، راجع Kamionkowski, Kosowsky & Stebbins 1997 وSeljak & Zaldarriaga 1997
118. ↑  الدليل على ذلك يأتي من تحديد الوسائط الكونية وعمليات الرصد الإضافية التي تشمل ديناميكية المجرات وعناقيد المجرات راجع Peebles 1993، الفصل 18، دليل من عدسة الجاذبية، راجع Peacock 1999، القسم 4.6، وعمليات محاكاة لتكوين البنية واسع النطاق، انظر Springel et al. 2005
119. ↑  Peacock 1999، الفصل 12، Peskin 2007; بشكل خاص، تشير عمليات الرصد إلى أن كل هذه المادة ما عدا جزء ضئيل منها ليس في صورة جسيمات أولية معتادة ("مادة غير باريونية")، راجع Peacock 1999، الفصل 12
120. ↑  أي أن بعض الفيزيائيين تسائلوا عما إذا كان دليل المادة المظلمة هو في الواقع دليل على الانحرافات عن الوصف الأينشتايني (والنيوتني) للجاذبية Mannheim 2006، القسم 9
121. ↑  Carroll 2001; تم تقديم نظرة عامة في Caldwell 2004. هنا أيضًا حاجج العلماء بأن الدليل يشير ليس إلى شكل جديد من الطاقة، ولكن إلى الحاجة إلى إجراء تعديلات في نماذجنا الكونية راجع Mannheim 2006، القسم 10; ولا حاجة لأن تكون التعديلات المذكورة هي تعديلات في النسبية العامة، ولكن قد تكون - على سبيل المثال - تعديلات في طريقة تعاملنا مع عدم التجانس في الكون راجع Buchert 2008
122. ↑  مقدمة جيدة هي Linde 2005; وللاطلاع على عرض أحدث، انظر Linde 2006
123. ↑  بشكل أدق، هؤلاء هن مشكلة التسطيح، ومشكلة الأفق، ومشكلة أحادي القطب، يمكن الاطلاع على مقدمة پيداجوجية Narlikar 1993، القسم 6.4، انظر أيضًا Börner 1993، القسم 9.1
124. ↑  Spergel et al. 2007، القسمان 5،6
125. ↑  بشكل أوضح، إن الوظيفة المحتمَلة التي تُعتبر حاسمة في تحديد ديناميكية الإنفلاتون يتم افتراضها ببساطة لكنها ليست مستمَدة من نظرية فيزيائية ضمنية
126. ↑  Brandenberger 2008، القسم 2
127. ↑  Gödel 1949
128. ↑  Frauendiener 2004، Wald 1984، القسم 11.1، Hawking & Ellis 1973، القسمان 6.8، 6.9
129. ↑  Wald 1984، القسمان 9.2-9.4 وHawking & Ellis 1973، الفصل 6
130. ↑  Thorne 1972; لمزيد من الدراسات العددية الحديثة، انظر Berger 2002، القسم 2.1
131. ↑  Israel 1987. هناك وصف رياضي أكثر دقة يميز عدة أنواع من الآفاق، وبشكل خاص أفق الحدث والأفق الظاهر راجع Hawking & Ellis 1973، ص. 312-320 أو Wald 1984، القسم 12.2; هناك أيضًا تعريفات أكثر بديهية للأنظمة المعزولة التي لا تتطلب معرفة خصائص الزمكان عند اللانهائية راجع Ashtekar & Krishnan 2004
132. ↑  للخطوات الأولى راجع Israel 1971; انظر Hawking & Ellis 1973، القسم 9.3 أو Heusler 1996، الفصلين 9 و10 للاستنباط Heusler 1998 وكذلك Beig & Chruściel 2006 كنظرات عامة على نتائج أحدث
133. ↑  تم وصف قوانين ميكانيكية الثقب الأسود لأول مرة في Bardeen, Carter & Hawking 1973; لمزيد من التقديم  الپيداجوجي Carter 1979; لعرض أحدث، انظر Wald 2001، الفصل 2. مقدمة شاملة بحجم كتاب تتضمن مقدمة إلى الرياضيات اللازمة Poisson 2004. من أجل عملية پنروز، انظر Penrose 1969
134. ↑  Bekenstein 1973، Bekenstein 1974
135. ↑  حقيقة أن الثقوب السوداء تشع، ميكانيكيًا كميًا، تم اشتقاقها لأول مرة في Hawking 1975; للاطلاع على اشتقاق أكثر شمولية Wald 1975. تم تقديم عرض في Wald 2001، الفصل 3
136. ↑  Narlikar 1993، القسمان 4.4.4، 4.4.5
137. ↑  الآفاق: راجع Rindler 2001، القسم 12.4. تأثير أونرو: Unruh 1976، راجع Wald 2001، الفصل 3
138. ↑  Hawking & Ellis 1973، القسم 8.1، Wald 1984، القسم 9.1
139. ↑  Townsend 1997، الفصل 2; للاطلاع على معالجة أكثر شمولًا لهذا الحل Chandrasekhar 1983، الفصل 3
140. ↑  Townsend 1997، الفصل 4; للاطلاع على معالجة أكثر شمولًا، راجع Chandrasekhar 1983، الفصل 6
141. ↑  Ellis & Van Elst 1999; تم إلقاء نظرة أقرب على التفرد نفسه في Börner 1993، القسم 1.2
142. ↑  هنا يجب تَذَكُّر الحقيقة المعروفة بأن التفردات "شبه البصرية" المهمة لما يسمى التقريب الأيكوني للعديد من معادلات الموجات، تحديدًا "الإحراق"، يتم حلها في داخل قمم محدودة تتجاوز هذا التقريب
143. ↑  أي عندما تكون هناك أسطح عدمية محصورة، راجع Penrose 1965
144. ↑  Hawking 1966
145. ↑  تم صنع الحدسية في Belinskii, Khalatnikov & Lifschitz 1971; للاطلاع على عرض أحدث Berger 2002. تم تقديم شرح من قِبل Garfinkle 2007
146. ↑  تقييد التفردات المستقبلية من الطبيعي أن يستبعد التفردات الأولية مثل تفرد الانفجار العظيم، والذي يكون مبدئيًا مرئيًا للمراقِبين في زمن كوني لاحق. تم تقديم حدسية الرقابة الكونية لأول مرة في Penrose 1969; وتقديم حساب على مستوى الكتب الدراسية في Wald 1984، ص. 302-305. وللاطلاع على نتائج عددية، انظر العرض Berger 2002، القسم 2.1
147. ↑  Hawking & Ellis 1973، القسم 7.1
148. ↑  Arnowitt, Deser & Misner 1962; يمكن الاطلاع على مقدمة پيداجوجية، انظر Misner, Thorne & Wheeler 1973، §21.4-§21.7
149. ↑  Fourès-Bruhat 1952 وBruhat 1962; يمكن الاطلاع على مقدمة پيداجوجية، انظر Wald 1984، الفصل 10; يمكن الاطلاع على عرض على الانترنت في Reula 1998
150. ↑  Gourgoulhon 2007; للاطلاع على عرض عن أساسيات النسبية العددية، بما في ذلك المشكلات الناشئة عن خواص معادلات أينشتاين، انظر Lehner 2001
151. ↑  Misner, Thorne & Wheeler 1973، §20.4
152. ↑  Arnowitt, Deser & Misner 1962
153. ↑  Komar 1959; يمكن الاطلاع على مقدمة پيداجوجية، انظر Wald 1984، القسم 11.2; على الرغم من تعريفها بطريقة مختلفة تمامًا، إلا أنها يمكن أن تكون مكافئة لكتلة ADM للزمكانات الثابتة راجع Ashtekar & Magnon-Ashtekar 1979
154. ↑  يمكن الاطلاع على مقدمة پيداجوجية، انظر Wald 1984، القسم 11.2
155. ↑  Wald 1984، ص. 295 والمراجع في ذلك; هذا أمر مهم بالنسبة لمسائل الاستقرار—إذا كانت هناك حالات كتلة سالبة، فإن مساحة مينكوفسكي الفارغة المسطحة، التي لها كتلة صفرية، يمكن أن تتطور إلى هذه الحالات
156. ↑  Townsend 1997، الفصل 5
157. ↑  التعريفات شبه المحلية للكتلة-الطاقة هي طاقة هوكينج، وطاقة جيروتش، أو الزخم-الاجهاد شبه المحلي لپنروز المبني على أساليب اللاويات، راجع مقالة العرض Szabados 2004
158. ↑  يمكن الاطلاع على نظرة عامة عن نظرية الكم في الكتب الدراسية القياسية مثل Messiah 1999; تم تقديم حساب أولي أكثر في Hey & Walters 2003
159. ↑  Ramond 1990، Weinberg 1995، Peskin & Schroeder 1995; نظرة عامة أكثر في Auyang 1995
160. ↑  Wald 1994، Birrell & Davies 1984
161. ↑  من أجل إشعاع هوكينج Hawking 1975، Wald 1975; يمكن الاطلاع على مقدمة إلى تبخر الثقوب السوداء في Traschen 2000
162. ↑  Wald 2001، الفصل 3
163. ↑  ببساطة، المادة هي مصدر انحناء الزمكان، وبمجرد أن تكون لدى المادة خصائص الكم، يمكننا أن نتوقع أن الزمكان لديه ذلك أيضًا راجع Carlip 2001، القسم 2
164. ↑  Schutz 2003، ص. 407
165. ↑  Hamber 2009
166. ↑  يمكن الاطلاع على خط زمني ونظرة عامة في Rovelli 2000
167. ↑  't Hooft & Veltman 1974
168. ↑  Donoghue 1995
169. ↑  بشكل خاص، تقنية اضطرابية تُعرف باسم إعادة التطبيع، وهي جزء تكاملي من التوقعات المشتقة التي تأخذ في الاعتبار مساهمات الطاقة الأعلى راجع Weinberg 1996، الفصلين 17، 18، وتفشل في هذه الحالة راجع Veltman 1975، Goroff & Sagnotti 1985; لعرض شامل حديث لفشل إعادة التطبيع الاضطرابية للجاذبية الكمية انظر Hamber 2009
170. ↑  للاطلاع على مقدمة في المستوى الجامعي في Zwiebach 2004; للاطلاع على نظرة عامة أكثر اكتمالًا في Polchinski 1998a وPolchinski 1998b
171. ↑  في الطاقات التي تم التوصل إليها في التجارب الحالية، لا يمكن تمييز هذه الأوتار عن الجسيمات الشبيهة بالنقاط، ولكن وبشكل حاسم، تظهر أنماط مختلفة للذبذبة لوتر أساسي واحد ومن نفس النوع كجسيمات ذات شحنات (كهربائية وغيرها) مختلفة، على سبيل المثال Ibanez 2000. النظرية ناجحة في أن النمط الواحد سيتوافق دائمًا مع الجراڤتون، وهو الجسيم الرسول للجاذبية، على سبيل المثال Green, Schwarz & Witten 1987، القسم 2.3، 5.3
172. ↑  Green, Schwarz & Witten 1987، القسم 4.2
173. ↑  Weinberg 2000، الفصل 31
174. ↑  Townsend 1996، Duff 1996
175. ↑  Kuchař 1973، القسم 3
176. ↑  تمثل هذه المتغيرات الجاذبية الهندسية باستخدام نظائرها الرياضية للحقول الكهربائية والمغناطيسية، راجع Ashtekar 1986، Ashtekar 1987
177. ↑  للاطلاع على عرض، انظر Thiemann 2007; يمكن الاطلاع على حسابات أكثر شمولًا في Rovelli 1998، Ashtekar & Lewandowski 2004 وكذلك في ملاحظات المحاضرات Thiemann 2003
178. ↑  Isham 1994، Sorkin 1997
179. ↑  Hamber 2009
180. ↑  Loll 1998
181. ↑  Sorkin 2005
182. ↑  Penrose 2004، الفصل 33 والمراجع في ذلك
183. ↑  Hawking 1987
184. ↑  Ashtekar 2007، Schwarz 2007
185. ↑  Maddox 1998، ص. 52-59، 98-122; Penrose 2004، القسم 34.1، الفصل 30
186. ↑  القسم الجاذبية الكمية، أعلاه
187. ↑  القسم علم الكون، أعلاه
188. ↑  Friedrich 2005
189. ↑  عرض لمختلَف المشكلات والتقنيات التي يجري تطويرها للتغلب عليها، انظر Lehner 2002
190. ↑  انظر Bartusiak 2000 للاطلاع على حساب حتى تلك السنة؛ يمكن الاطلاع على أحدث الأخبار على مواقع الويب الخاصة بتعاون الكاشف الرئيسي مثل GEO 600 نسخة محفوظة 2007-02-18 على موقع واي باك مشين. و LIGO
191. ↑  للاطلاع على أحدث الأوراق حول استقطاب الموجات الثقالية في الثنائيات المدمجة التي تتحرك بشكل حلزوني نحو بعضها البعض، انظر Blanchet et al. 2008، وArun et al. 2008; للاطلاع على عرض عن العمل على الثنائيات المدمجة، انظر Blanchet 2006 وFutamase & Itoh 2006; للاطلاع على عرض عام للاختبارات التجريبية للنسبية العامة، انظر Will 2006

## قراءات إضافية
كتب شائعة
- Geroch، R. (1981)، General Relativity from A to B، Chicago: University of Chicago Press، ISBN:978-0-226-28864-2
- Lieber, Lillian (2008)، The Einstein Theory of Relativity: A Trip to the Fourth Dimension، Philadelphia: Paul Dry Books, Inc.، ISBN:978-1-58988-044-3
- Wald, Robert M. (1992)، Space, Time, and Gravity: the Theory of the Big Bang and Black Holes، Chicago: University of Chicago Press، ISBN:978-0-226-87029-8
- Wheeler، John؛ Ford، Kenneth (1998)، Geons, Black Holes, & Quantum Foam: a life in physics، New York: W. W. Norton، ISBN:978-0-393-31991-0

كتب دراسية ابتدائية
- Callahan, James J. (2000)، The Geometry of Spacetime: an Introduction to Special and General Relativity، New York: Springer، ISBN:978-0-387-98641-8
- Taylor, Edwin F.؛ Wheeler, John Archibald (2000)، Exploring Black Holes: Introduction to General Relativity، Addison Wesley، ISBN:978-0-201-38423-9

كتب دراسية متقدمة
- B. F. Schutz (2009)، A First Course in General Relativity (ط. Second)، Cambridge University Press، ISBN:978-0-521-88705-2، مؤرشف من الأصل في 2022-06-10
- Cheng, Ta-Pei (2005)، Relativity, Gravitation and Cosmology: a Basic Introduction، Oxford and New York: Oxford University Press، ISBN:978-0-19-852957-6
- Gron، O.؛ Hervik، S. (2007)، Einstein's General theory of Relativity، Springer، ISBN:978-0-387-69199-2
- Hartle, James B. (2003)، Gravity: an Introduction to Einstein's General Relativity، San Francisco: Addison-Wesley، ISBN:978-0-8053-8662-2
- Hughston, L. P. & Tod, K. P. (1991)، Introduction to General Relativity، Cambridge: Cambridge University Press، ISBN:978-0-521-33943-8{{استشهاد}}:  صيانة الاستشهاد: أسماء متعددة: قائمة المؤلفين (link)
- d'Inverno, Ray (1992)، Introducing Einstein's Relativity، Oxford: Oxford University Press، ISBN:978-0-19-859686-8، مؤرشف من الأصل في 2022-03-27
- Ludyk، Günter (2013). Einstein in Matrix Form (ط. First). Berlin: Springer. ISBN:978-3-642-35797-8.

كتب دراسية عليا
- Carroll, Sean M. (2004)، Spacetime and Geometry: An Introduction to General Relativity، San Francisco: Addison-Wesley، ISBN:978-0-8053-8732-2
- Grøn، Øyvind؛ Hervik, Sigbjørn (2007)، Einstein's General Theory of Relativity، New York: Springer، ISBN:978-0-387-69199-2
- Landau, Lev D.؛ Lifshitz, Evgeny F. (1980)، The Classical Theory of Fields (4th ed.)، London: Butterworth-Heinemann، ISBN:978-0-7506-2768-9
- Misner، Charles W.؛ Thorne، Kip. S.؛ Wheeler، John A. (1973)، Gravitation، W. H. Freeman، ISBN:978-0-7167-0344-0
- Stephani, Hans (1990)، General Relativity: An Introduction to the Theory of the Gravitational Field، Cambridge: Cambridge University Press، ISBN:978-0-521-37941-0
- Wald، Robert M. (1984)، General Relativity، University of Chicago Press، ISBN:978-0-226-87033-5

## وصلات خارجية
- Einstein Online - مقالات عن مجموعة متنوعة من جوانب الفيزياء النسبوية للجمهور العام، مستضاف من قِبل معهد ماكس پلانك لفيزياء الجاذبية (بالإنجليزية)
- NCSA Spacetime Wrinkles - أصدرته مجموعة النسبية العددية في NCSA، مع مقدمة أولية للنسبية العامة (بالإنجليزية)

- دورات
- محاضرات
- دورس

- نظرية أينشتاين العامة للنسبية على يوتيوب (محاضرة ليونارد سسكيند سُجِّلت في 22 سپتمبر 2008 في جامعة ستانفورد) (بالإنجليزية)
- سلسلة من المحاضرات حول النسبية العامة أُلقيت سنة 2006 في معهد هنري پوانكاريه (تمهيدية\متقدمة) (بالإنجليزية)
- دروس النسبية العامة من قِبل چون سي بايز (بالإنجليزية)
- كيڤين براون. "انعكاسات حول النسبية". Mathpages.com. مؤرشف من الأصل في 2020-05-12. اطلع عليه بتاريخ 2005-05-29. (بالإنجليزية)
- A bot will complete this citation soon. Click here to jump the queue أرخايف:gr-qc/9712019. (بالإنجليزية)
- رافي مور. "فهم النسبية العامة". مؤرشف من الأصل في 2019-10-31. اطلع عليه بتاريخ 2006-07-11. (بالإنجليزية)
- ستيفان وانر. "مقدمة في الهندسة التفاضلية والنسبية العامة". مؤرشف من الأصل (PDF) في 2019-07-26. اطلع عليه بتاريخ 2015-04-05. (بالإنجليزية)